# Jotunheimen
Vous lisez un « article de qualité » labellisé en 2019.
Cet article concerne le massif montagneux norvégien. Pour le parc le recouvrant en grande partie, voir Parc national de Jotunheimen. Pour le royaume mythologique, voir Jötunheim.
Le Jotunheimen est un massif de montagnes situé dans le Sud-Ouest de la Norvège dans les Alpes scandinaves. Il constitue la région de plus haute altitude de cette chaîne de montagnes avec tous les sommets de plus de 2 300 m, y compris le Galdhøpiggen (2 469 m d'altitude), point culminant de la chaîne, de la Norvège et de l'Europe du Nord. Le massif s'étend sur 3 500 km2 à la limite entre les comtés d'Innlandet et de Vestland.
Le massif est principalement constitué de gabbros et roches similaires, datant du précambrien, mais charriés à leur position actuelle lors de l'orogenèse calédonienne. L'érosion fluvioglaciaire durant les glaciations quaternaires conjuguée à ces roches dures a laissé un des paysages les plus alpins de toute la chaîne. Bien qu'ayant fortement reculé depuis la dernière glaciation, les glaciers sont toujours omniprésents sur les montagnes, et sont les sources de plusieurs des principaux cours d'eau du Sud norvégien. Ces rivières glaciaires ont souvent une couleur turquoise caractéristique, en particulier visible dans les grands lacs de l'est du massif, tels que le célèbre Gjende.
Des traces humaines remontant jusqu'à 6 000 ans ont été découvertes dans les montagnes, indiquant que le massif était un terrain de chasse aux rennes important à l'époque. Plus tard, Jotunheimen devient aussi un terrain de pâturage important pour le bétail en été, en lien avec des mouvements de transhumance. Le massif se fait connaître du grand public grâce à des explorations scientifiques, puis par le biais de nombreux artistes durant le XIXe siècle. Ainsi, Jotunheimen devient immédiatement l'un des hauts lieux du tourisme de montagne qui naît à cette époque. Hurrungane, la section la plus alpine du massif, est aussi le berceau de l'alpinisme dans le pays. La pression industrielle accrue au début du XXe siècle, en particulier pour l'exploitation de l'énergie hydroélectrique, suscite un des premiers mouvements environnementalistes du pays. Il faut cependant attendre 1980 pour qu'une grande partie de la zone soit protégée dans le parc national de Jotunheimen.
Le massif est devenu un site touristique majeur, populaire en particulier pour la randonnée estivale, l'alpinisme, mais aussi les sports d'hiver.

## Toponymie
Jusqu'au XIXe siècle, cette zone géographique de montagnes de formation glaciaire n'a pas de nom, mais le géologue Baltazar Mathias Keilhau, inspiré par le terme allemand Riesengebirge, propose en 1823 Jotunfjeldene (les « montagnes des géants »),. L'idée est ensuite reprise et le nom changé en Jotunheimen par le poète Aasmund Olavsson Vinje en 1862, dans son ouvrage Fjøllstaven min, inspiré par le Jötunheimr, le royaume des géants de la mythologie nordique,. Ce nom a, à son tour, inspiré plusieurs noms de massifs norvégiens, utilisés principalement à des fins touristiques, tels que Stølsheimen, Trollheimen et Skarvheimen,.

## Géographie

### Situation
Le Jotunheimen est un massif de montagne des Alpes scandinaves situé au sud de la Norvège. Il n'existe pas de définition officielle des limites du massif, mais il peut être défini comme la région de haute montagne encadrée par les lacs Bygdin et Tyin au sud, la route 53 entre Tyin et Øvre Årdal, la route de montagne entre Øvre Årdal et Fortun, la route 55 à l'ouest, la route européenne 15 au nord et la route 51 à l'est. Avec cette définition, la surface du massif est d'approximativement 3 500 km2 répartis principalement entre les communes de Lom, Vågå et Vang dans le comté d'Innlandet et Årdal et Luster du comté de Vestland.
Le Jotunheimen est bordé à l'est par le massif de moyenne montagne de Langsua (aussi appelé Huldreheimen), au sud par Skarvheimen et au nord et à l'ouest par le haut massif de Breheimen.

### Topographie

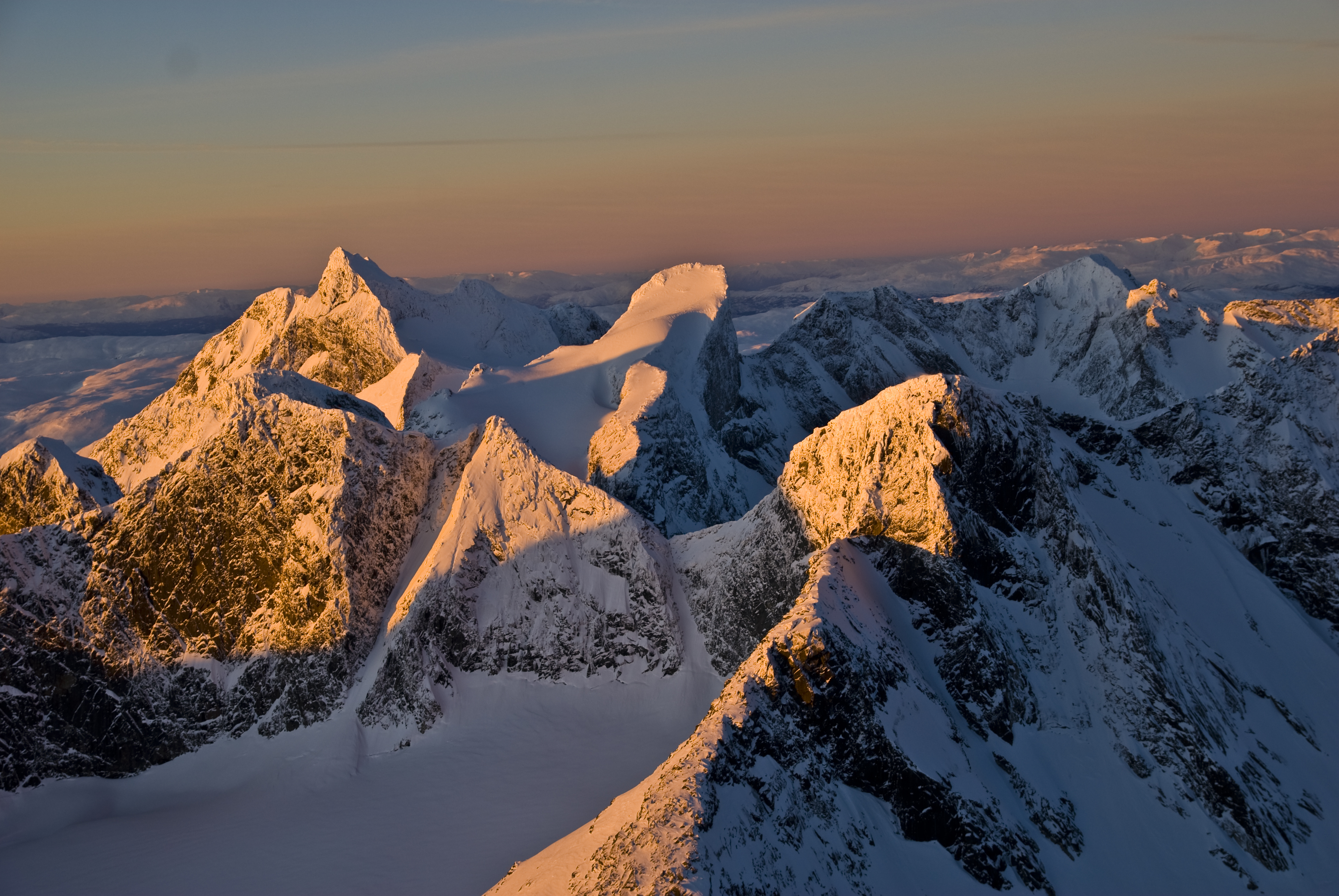
Les paysages alpins du massif Hurrungane.

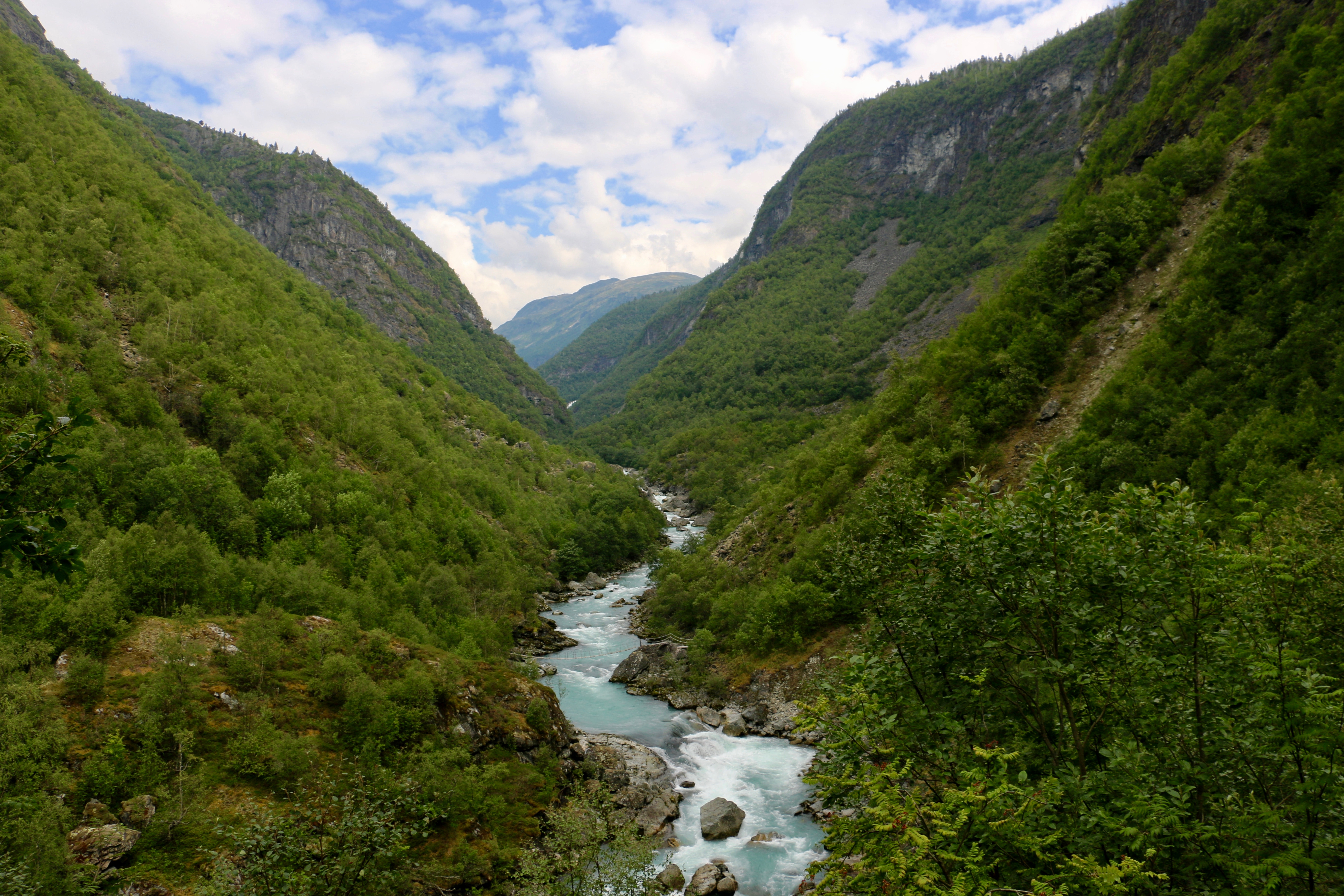
La vallée d'Utladalen. Les hauteurs visibles sur cette photo correspondent au niveau des vallées suspendues.

Le massif de Jotunheimen comprend les plus hauts sommets de Norvège et de Scandinavie : on y trouve tous les sommets des Alpes scandinaves dépassant les 2 300 m, vingt-trois au total. En particulier, le Galdhøpiggen, point culminant du pays du haut de ses 2 469 m d'altitude, se situe au cœur du massif. Par contraste, la marge du massif descend presque jusqu'au niveau de la mer au niveau du lac Årdalsvatnet (3 m d'altitude), au sud, à l'embouchure de la vallée d'Utladalen, et à 362 m au nord, au niveau du lac Vågåvatnet.
Les dix plus hauts sommets du massif sont :
- Galdhøpiggen, 2 469 m ;
- Glittertind, 2 452 m ;
- Storen, 2 405 m ;
- Store Styggedalstind, 2 387 m ;
- Skardstinden, 2 374 m ;
- Surtningssue, 2 368 m ;
- Vesle Galdhøpiggen, 2 368 m ;
- Memurutindene, 2 366 m ;
- Jervvasstind, 2 351 m ;
- Sentraltind, 2 348 m.

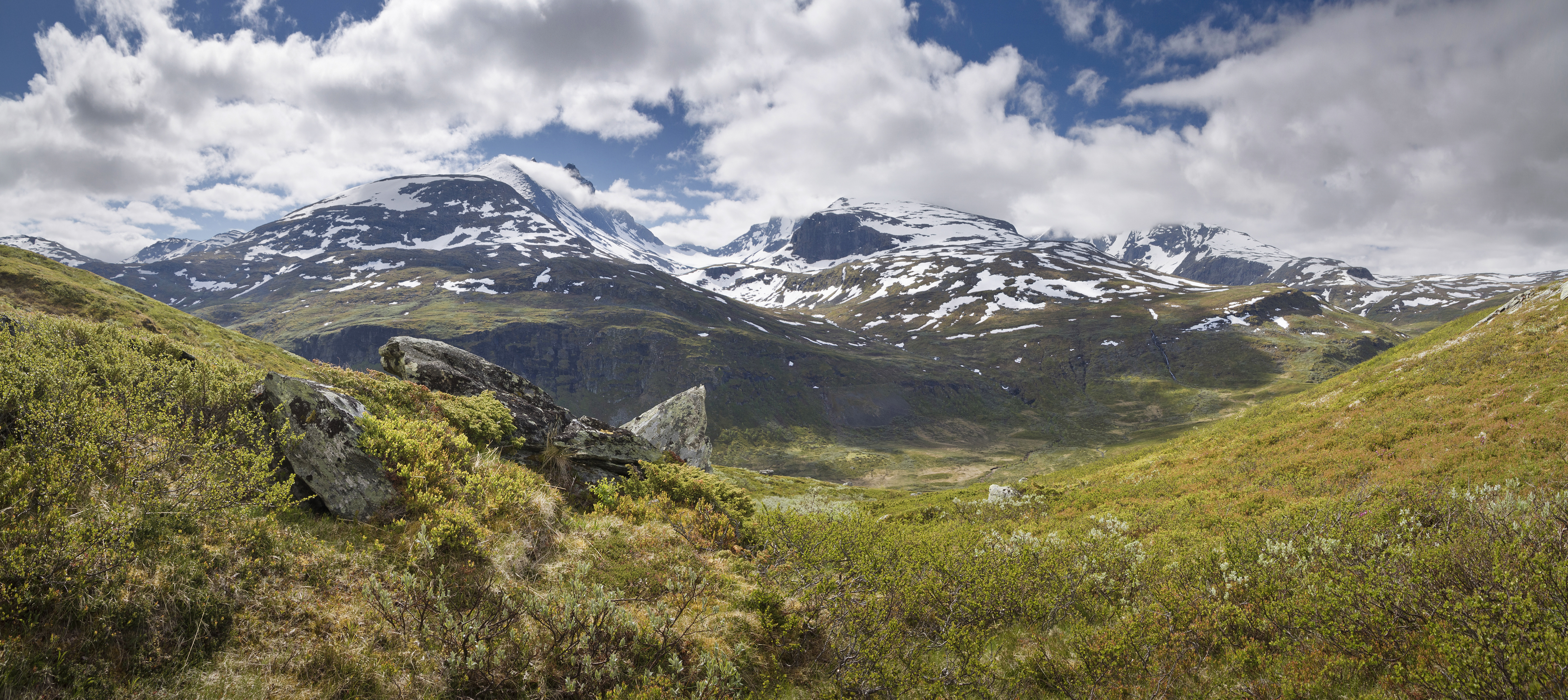
Le massif Hurrungane et la vallée Helgedalen.

Le massif compte plusieurs chaînons montagneux, séparés par des vallées glaciaires profondes. À l'ouest se trouve Hurrungane, culminant à Store Skagastølstind, plus souvent appelé Storen (2 405 m). Le massif d'Hurrungane offre un des paysages les plus alpins de toute la Norvège, avec ses pics, ses arêtes acérées et ses profonds cirques glaciaires. Le massif est délimité à l'est par une des vallées les plus profondes et étroites de Norvège : Utladalen, caractérisée par les nombreuses vallées suspendues qui la rejoignent, donnant lieu à de nombreuses chutes d'eau. Les montagnes à l'est d'Utladalen sont moins hautes et découpées que celles d'Hurrungane ; elles sont caractérisées par plusieurs vallées selon une direction est-ouest, reliant Utladalen aux grands lacs à l'est, en particulier Koldedalen et Mjølkedalen, séparés par quelques pics. Plus au nord, délimité par les vallées de Briedsæterdalen/Bøverdalen, Leirdalen et Gravdalen, se trouve le chaînon de Smørstabbtindan (Storebjørn - 2 222 m), dominé par ses grands glaciers. Il fait face au chaînon de Galdhøpiggen, le plus haut du massif, et à la plus grande concentration de sommets de plus de 2 000 m de Norvège. Les sections de haute altitude ont un aspect de plateau assez marqué, surtout dans la partie nord. Plus à l'est, de l'autre côté de la vallée de Visdalen, se trouve le chaînon de Memurutindan-Veotinden (Surtningssue - 2 368 m) et plus au nord celui de Glittertinden (2 464 m). Ce sont les derniers paysages alpins en direction du nord-est, qui laissent peu à peu place aux montagnes arrondies caractéristiques du sud-est norvégien. Enfin, au sud de ces massifs, de l'autre côté du lac Gjende se trouve une région parfois appelée les Alpes de Gjende (Gjendealpene). C'est avec Hurrungane l'une des zones les plus alpines du massif, qui culmine à Knutsholstinden (2 341 m),.

### Climat et pergélisol

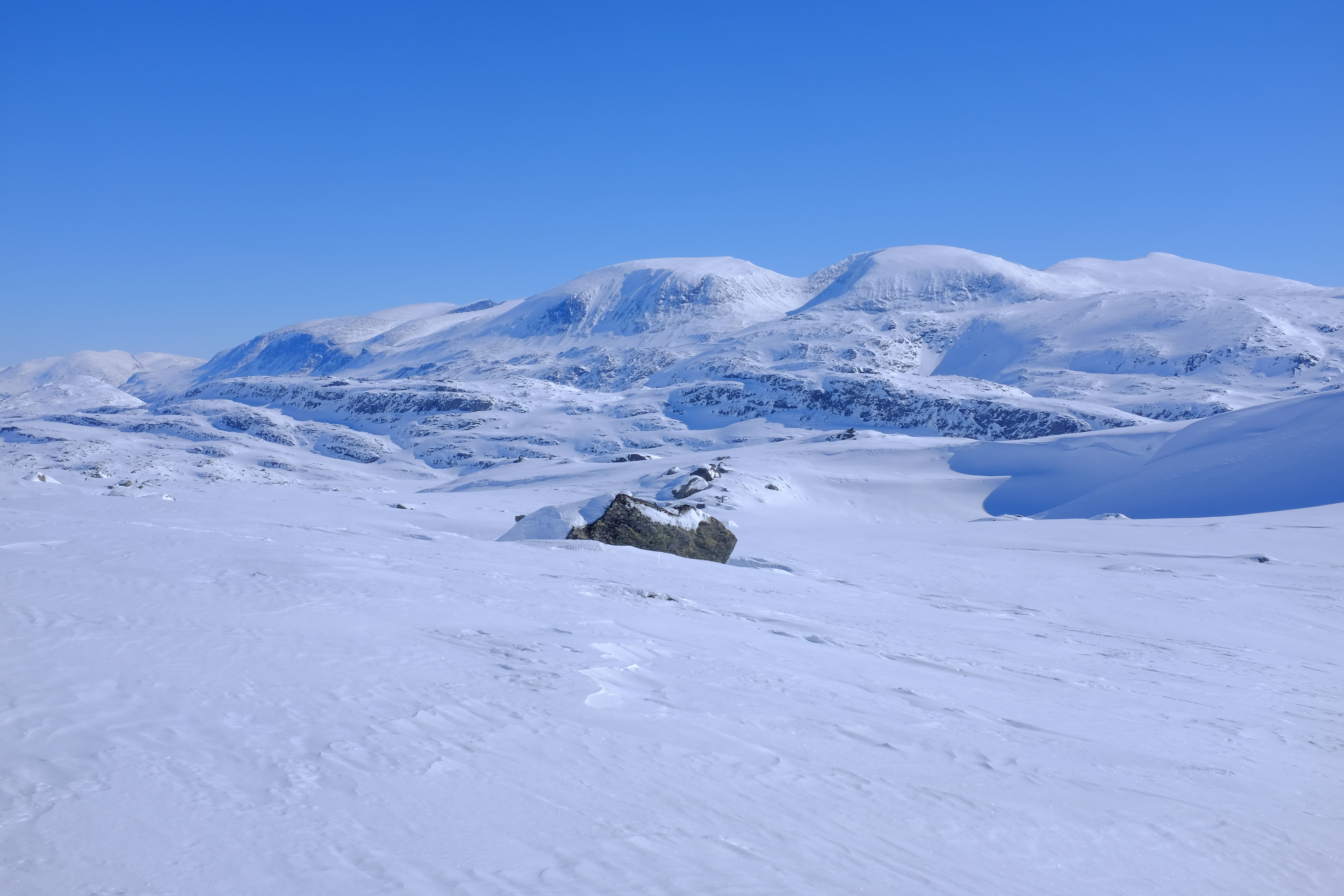
Paysage hivernal sur les montagnes Loftet et Veslfjelltinden, au nord-ouest de Jotunheimen.

Le climat du massif est, selon la classification de Köppen, un climat de toundra (ET). Il est principalement marqué par un gradient ouest-est, en particulier en ce qui concerne les précipitations. Ceci est lié aux vents dominants, qui proviennent principalement du sud-ouest et apportent avec eux l'humidité océanique. Les reliefs montagneux vont forcer ces masses d'air en altitude ce qui va les refroidir et les condenser, et provoquer d'importantes précipitations sur les versants occidentaux. Au contraire, les versants orientaux, situés dans l'ombre pluviométrique, connaissent un climat plus sec. Ainsi, à Vetti (329 m d'altitude) dans la vallée Utladalen à l'ouest, les précipitations annuelles avoisinent les 900 mm, tandis qu'à Vågå (370 m) à l'est, les précipitations ne sont que de 370 mm. Du fait des températures, les précipitations se font sous forme de neige durant une grande partie de l'année. L'épaisseur de neige au sol est cependant fortement influencée par les forts vents d'altitude, ce qui fait que les sommets peuvent rester complètement libres de neige même en hiver. Cela favorise la formation et la conservation du pergélisol.
L'autre important gradient climatique est le gradient d'altitude. En effet, la pression atmosphérique, et avec elle la température, diminue avec l'altitude, créant un gradient d'approximativement 0,6 °C pour 100 m. Les contrastes de température au cours de la journée sont aussi, en général, plus importants en altitude. Cependant, ces tendances sont surtout vraies pour les températures estivales, le soleil ayant essentiellement aucune influence sur les températures en hiver. En hiver, au contraire, les températures les plus basses sont souvent au fond des vallées. L'altitude affecte aussi les précipitations, comme expliqué plus haut, avec des précipitations atteignant par exemple 1 200 mm à Fanaråken, à 2 062 m d'altitude.

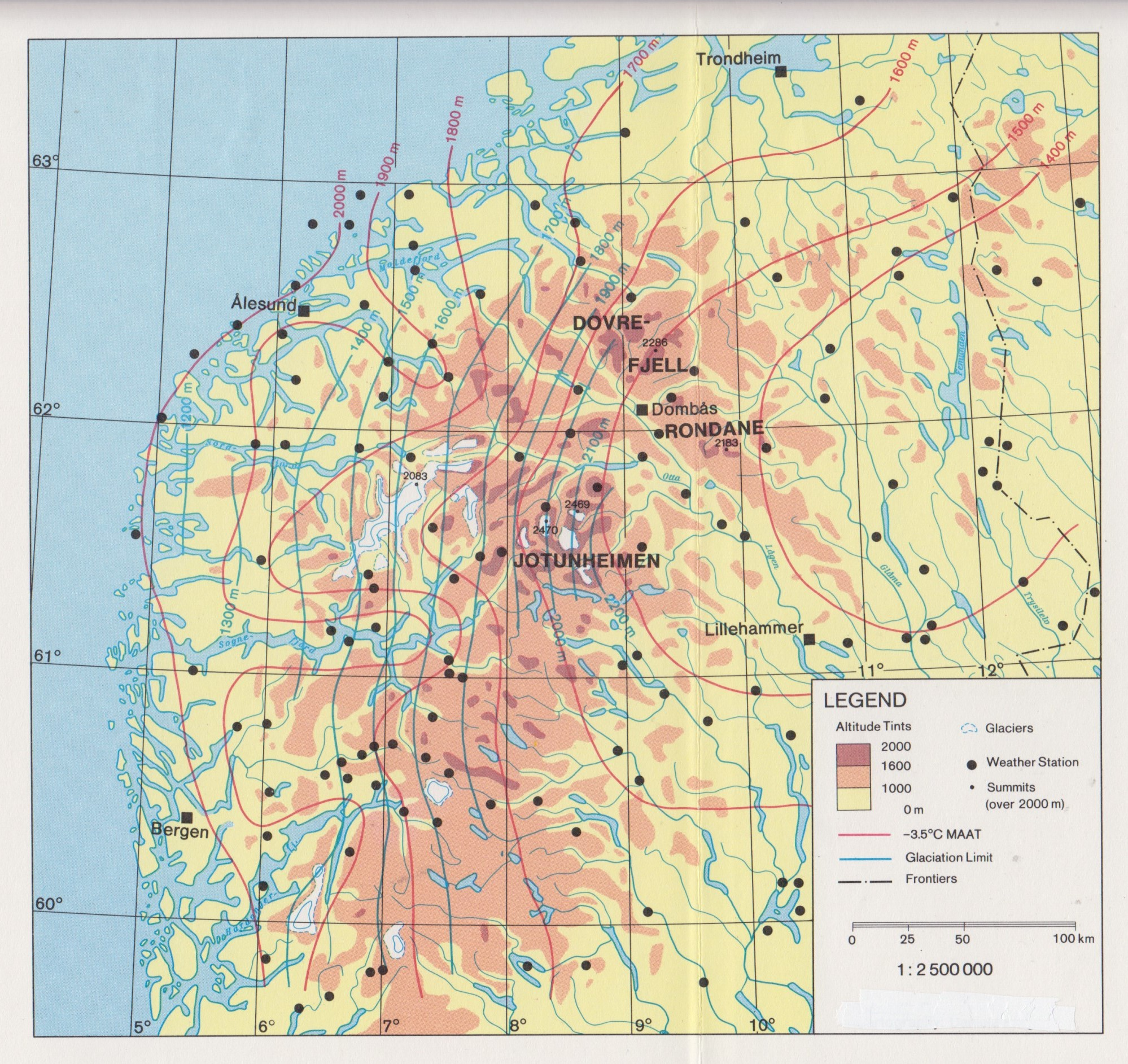
Carte topographique des régions de Jotunheimen et Dovre Rondane. Un pergélisol alpin étendu à l'isotherme moyen annuel de (rouge) est théoriquement attendu ; la limite de glaciation (en bleu) montre la tendance inverse.

La température annuelle moyenne de l'air à Fannaråki est de −4,4 °C. Cette valeur est extrapolée à partir d'un plus grand nombre de stations météorologiques norvégiennes officielles. D'après l'expérience d'autres régions alpines et polaires, cette température annuelle moyenne indique que le pergélisol doit être répandu et s'étendre probablement jusqu'à plusieurs centaines de mètres de profondeur. Dans le cadre du projet PACE (Permafrost and Climate in Europe), financé par l'Union européenne, un forage vertical de 129 mètres de profondeur dans le substrat rocheux a été effectué en août 1999 sur Juvvasshøi à une altitude de 1 893 mètres. La température stable du sol à 100 mètres de profondeur est toujours de −2,6 °C. Le gradient géothermique mesuré dans le forage de 1,19 °C/100 m permet de calculer une épaisseur de pergélisol de 320 mètres, preuve que des occurrences de pergélisol généralisées doivent exister dans la région de Jotunheimen à ces altitudes.
Juvvasshøi est entouré de plusieurs autres montagnes remarquables de Jotunheimen, notamment Glittertinden à l'est, Galdhøi et Galdhøpiggen au sud-ouest. Ils sont même plusieurs centaines de mètres plus haut. La température annuelle moyenne de l'air attendue à ces sommets les plus élevés est de l'ordre de −7 °C, une valeur caractéristique des zones à pergélisol continu et d'une épaisseur de pergélisol considérable. Pour de nombreux scientifiques scandinaves, cela était surprenant et n'a été accepté qu'à la cinquième conférence internationale sur le pergélisol (ICOP) en 1988 à Trondheim, suivie d'excursions sur le terrain en Norvège et en Suède avec des experts internationaux du périglaciaire. Cependant, les premières découvertes de pergélisol remontent aux années 1970 et au début des années 1980, lorsque des occurrences de pergélisol épais ont été prouvées par des sondages géophysiques.
| Mois                     | jan. | fév. | mars | avril | mai | juin | jui. | août | sep. | oct. | nov. | déc. | année |
| ------------------------ | ---- | ---- | ---- | ----- | --- | ---- | ---- | ---- | ---- | ---- | ---- | ---- | ----- |
| Température moyenne (°C) | −10  | −8,9 | −5,5 | −0,5  | 5,8 | 10,3 | 11,6 | 10,5 | 5,5  | 1,3  | −5   | −8,2 | 0,6   |
| Précipitations (mm)      | 35   | 23   | 26   | 19    | 34  | 54   | 67   | 55   | 48   | 52   | 43   | 39   | 495   |

| Mois                     | jan. | fév. | mars | avril | mai  | juin | jui. | août | sep. | oct. | nov. | déc. | année |
| ------------------------ | ---- | ---- | ---- | ----- | ---- | ---- | ---- | ---- | ---- | ---- | ---- | ---- | ----- |
| Température moyenne (°C) | −9,5 | −9,7 | −8,6 | −7,3  | −2,7 | 1,2  | 2,7  | 2,4  | −1,3 | −2,7 | −7,2 | −9   | −4,4  |
| Précipitations (mm)      | 119  | 85   | 85   | 74    | 59   | 72   | 104  | 113  | 115  | 119  | 133  | 122  | 1 200 |

### Hydrographie

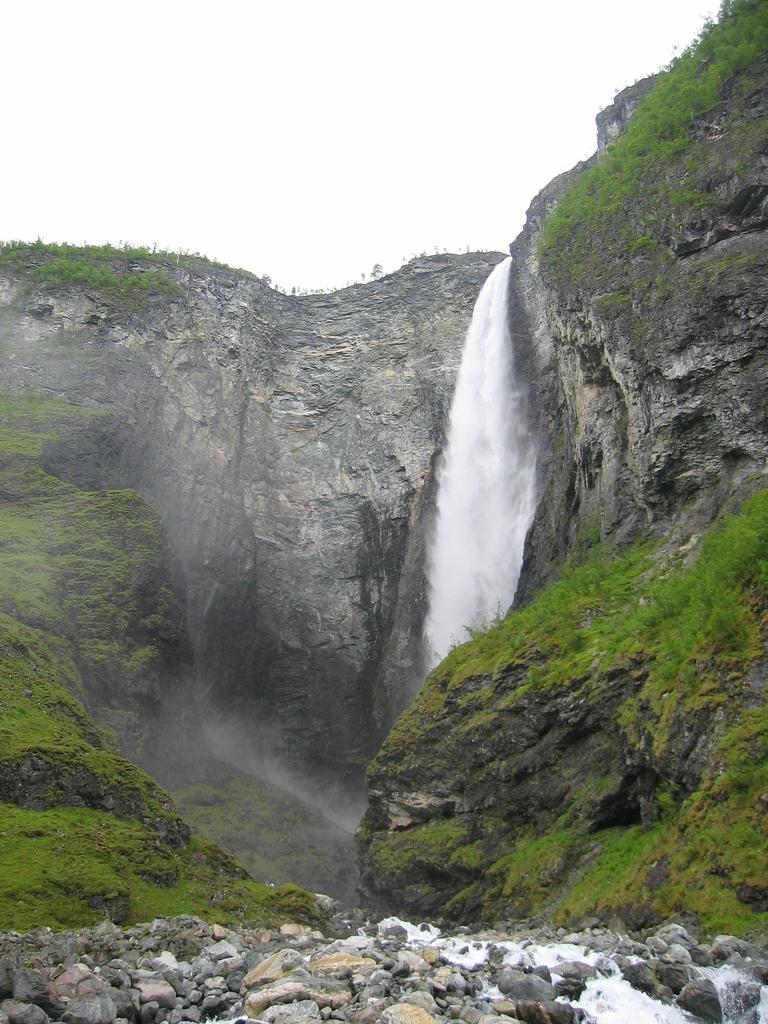
La cascade Vettisfossen dans la vallée Utladalen.

Le massif est divisé par la ligne de partage des eaux entre les bassins versants de l'est et de l'ouest du Sud norvégien. Cette ligne passe entre les lacs Tyin et Bygdin au sud puis continue vers le nord où elle correspond essentiellement à la frontière entre le comté d'Oppland et de Sogn og Fjordane. À l'est, plusieurs rivières notables ont leur source dans le massif ; dans le sens horaire figurent la Bøvra, la Leira et la Visa, la Smådøla, la Veo, la Sjoa et la Vinstra,. Ces rivières rejoindront la Gudbrandsdalslågen, qui fait partie du bassin versant du fleuve Glomma. À l'ouest, la principale rivière est Utla, qui achève sa course non loin de là dans le Sognefjord. Les principaux affluents de l'Utla forment souvent de grandes chutes d'eau alors qu'ils rejoignent la vallée d'Utladalen depuis leurs vallées suspendues. La plus importante de ces chutes est Vettisfossen, avec une hauteur de chute totale de 340 m dont 275 m en chute libre, ce qui en fait la plus haute chute de Norvège dont le débit ne soit pas régulé.
Jotunheimen comporte de nombreux lacs. Les plus vastes sont situés à l'est, de forme allongée et formés par surcreusement glaciaire. Il s'agit des lacs de Tyin, Bygdin, Gjende, Russvatnet et Bessvatnet. Ils peuvent atteindre d'importantes profondeurs, jusqu'à 149 m pour Gjende, et environ 200 m pour Bygdin. De nombreux petits lacs se trouvent aussi en dehors des vallées, en particulier dans des cirques glaciaires abandonnés par les glaciers, et souvent fermés par des moraines.
Une grande partie des cours d'eau du massif est protégée de l'exploitation hydroélectrique. Cependant, ce n'est pas le cas d'un certain nombre de lacs en périphérie qui sont régulés, dont en particulier Bygdin, Tyin, Tesse, Prestesteinvatnet et Hervavatnet. La vallée d'Utladalen comporte aussi un certain nombre d'infrastructures hydroélectriques, afin d'alimenter en énergie la production d'aluminium à Årdal, mais la vallée est maintenant protégée contre toute nouvelle construction.

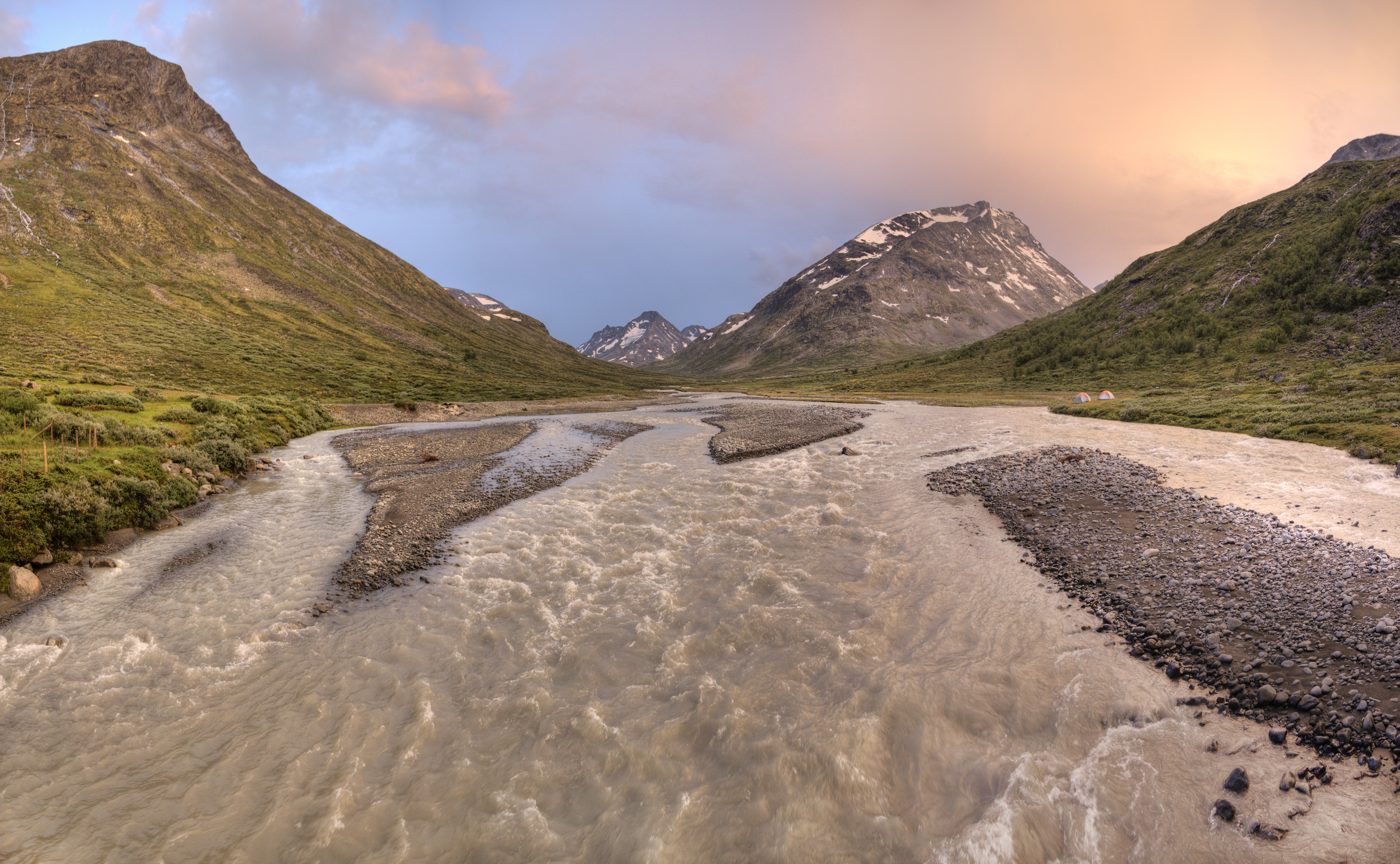
La rivière Visa.
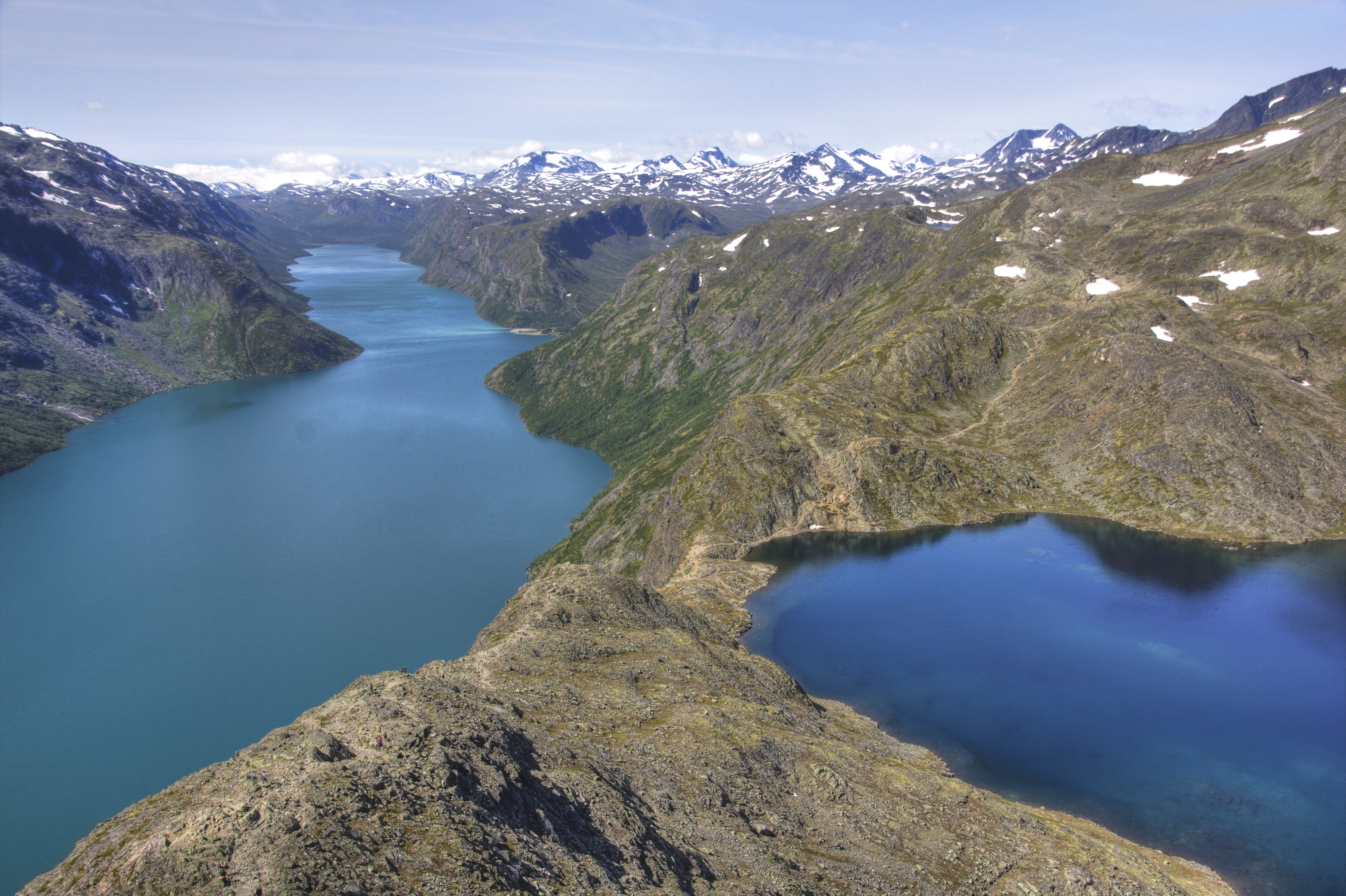
Le lac Gjende (à gauche) et Bessvatnet (à droite), vus depuis Besseggen.
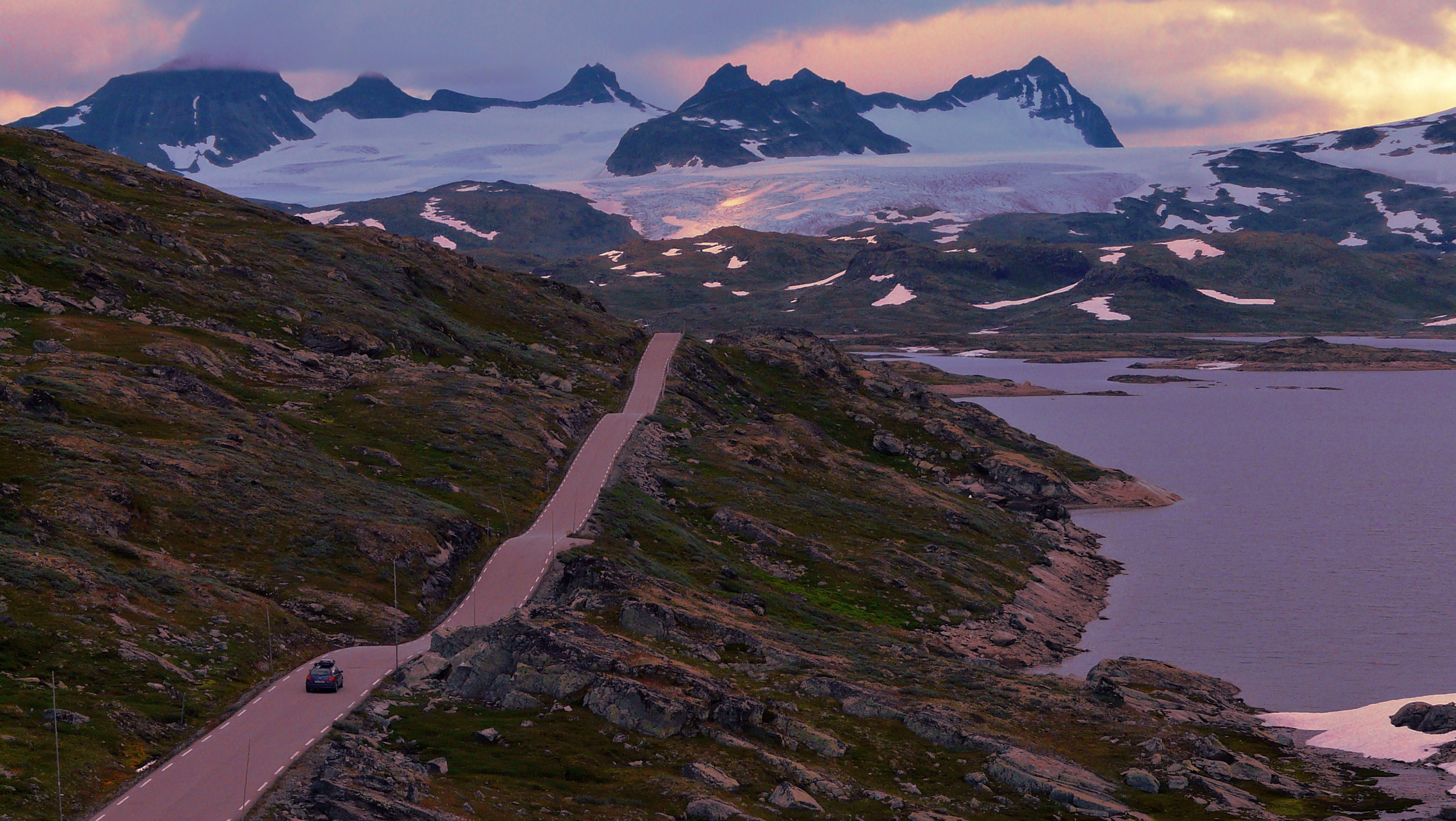
Le lac Prestesteinsvatnet et le glacier Smørstabbrean vus depuis la route 55.

Le massif de Jotunheimen comprend un grand nombre de glaciers, principalement des glaciers de cirque et des glaciers de vallée. Si aucun n'atteint des dimensions comparables au plus grand glacier norvégien, Jostedalsbreen et ses 474 km2, dans le massif voisin de Breheimen, la surface cumulée des glaciers du massif correspond tout de même à 10 % de la surface glaciaire du pays. Les plus vastes glaciers sont Smørstabbrean (15,8 km2), Hellstugu-Vestre Memurubrean (11,4 km2), Grotbrean-Gråsubrean (8,0 km2), Skogadalsbreen-Mjølkedalsbreen-Uranosbreen (7,3 km2) et Veobrean (7,0 km2). L'évolution des glaciers de la région est complexe, la surface de certains ayant augmené durant les dernières décennies, alors que la surface cumulée des glaciers du massif a régressé d'environ 3 % par décennie depuis les années 1930. Ceci s'explique par le fait que le changement climatique cause une augmentation des précipitations hivernales, qui compense partiellement l'augmentation des températures. Cependant, durant les dernières années, le retrait des glaciers a été nettement plus marqué.

### Géologie

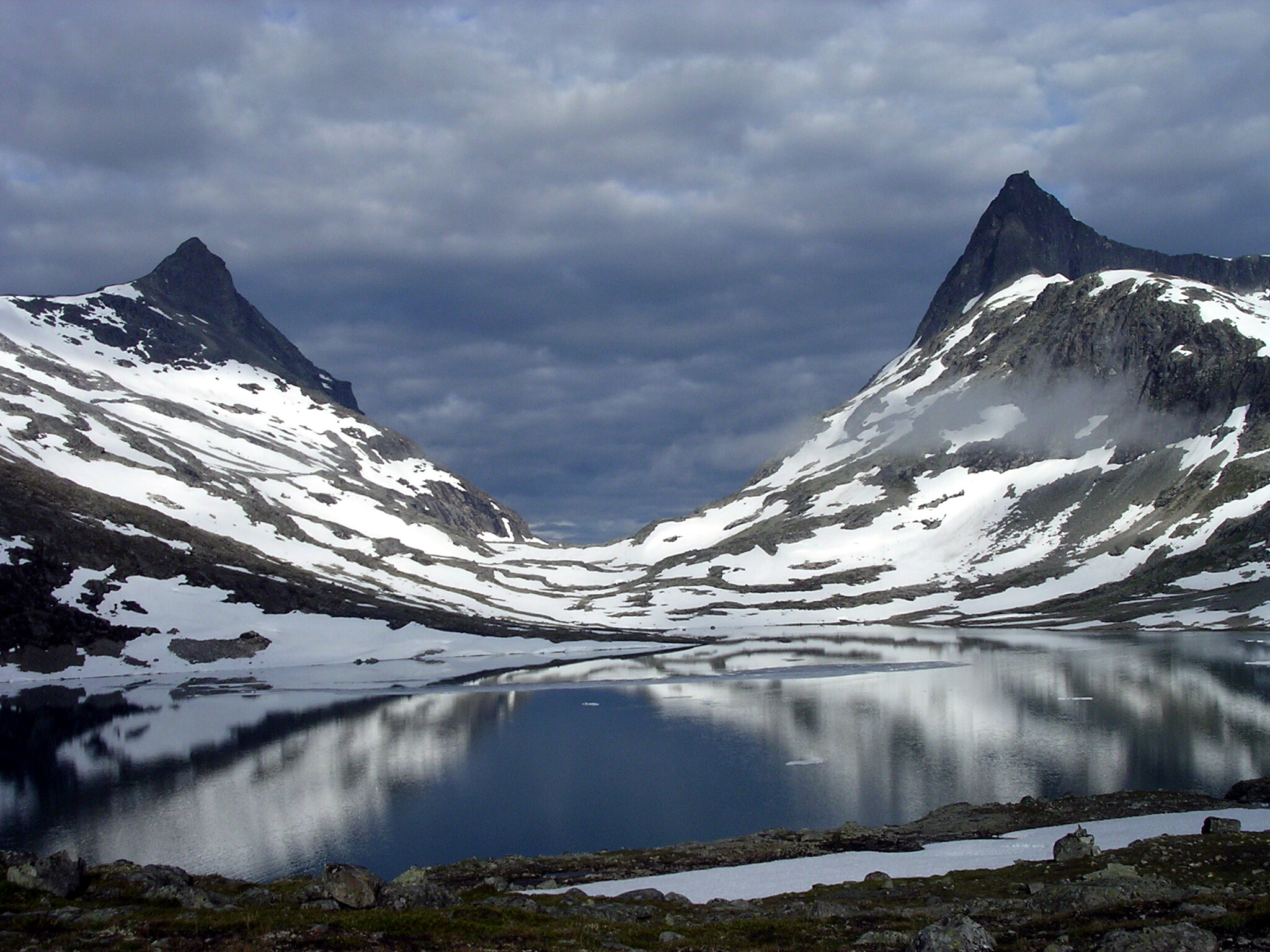
La vallée en U de Koldedalen, avec la montagne Falketind à droite.

La géologie du Jotunheimen, et de l'ensemble des Alpes scandinaves est fortement marquée par l'orogenèse calédonienne, lorsque le paléocontinent Baltica, correspondant entre autres à l'actuelle Scandinavie, et le continent Laurentia, correspondant à l'Amérique du Nord et au Groenland actuels, entrent en collision durant le Silurien,. Durant cette collision, d'importantes nappes de charriage sont formées lorsque de vastes pans de terrains sont déplacés, parfois sur plusieurs centaines de kilomètres. Une de ces nappes est celle de Jotun, un pan du socle rocheux précambrien situé en marge du continent Baltica, mais arraché et déposé au-dessus de roches plus récentes lors de la collision. Ces roches, très résistantes à l'érosion, forment l'essentiel du massif de Jotunheimen.
Dans l'ensemble, le massif est donc assez uniforme en termes de roches. Une séparation notable se trouve au niveau de la faille de Lærdal-Gjende, résultat d'une zone de cisaillement. Au sud de cette faille se trouvent principalement des gabbros, tandis qu'au nord se trouvent plutôt des roches métamorphisées, en particulier des gneiss,. Ces gneiss sont assez variés, avec divers degrés de foliation, et sont souvent assez sombres, avec parfois des minéraux comme le pyroxène et l'olivine. En plusieurs points du massif, certains de ces minéraux riches en fer sont oxydés, ce qui donne aux roches une couleur rouge, à l'origine de certains toponymes comme Rauddalen (la vallée rouge) ou Rusteggi. Si les roches magmatiques dominent le massif, certaines roches sédimentaires se rencontrent aussi, principalement dans les vallées en périphérie du massif. Il s'agit surtout de phyllites, des roches nettement moins résistantes à l'érosion, mais qui forment un sol plus riche pour la végétation.

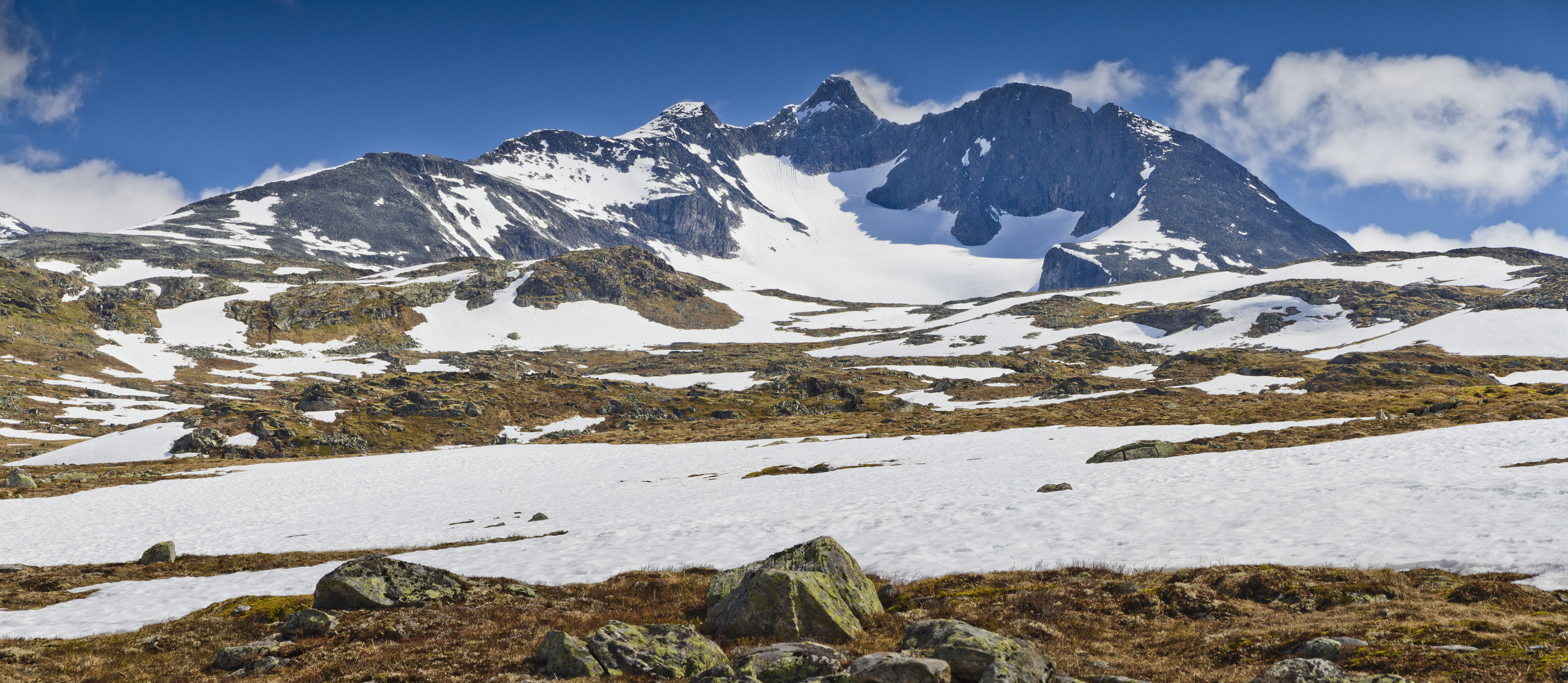
Le cirque glaciaire de la montagne Austanbotntindane.

Au cours des millions d'années qui suivent sa formation, la chaîne calédonienne est progressivement érodée jusqu'à ne laisser qu'une pénéplaine. Mais au cours du tertiaire, l'Ouest scandinave subit un soulèvement tectonique. Ce soulèvement n'est pas uniforme, mais crée deux dômes de haute altitude, un au nord centré sur Sarek et Kebnekaise (en Suède) et un au sud centré sur le Jotunheimen. Cette surface essentiellement plane et surélevée ne se devine aujourd'hui qu'en suivant les crêtes des hautes montagnes du massif.
Après la surrection, le travail d'érosion reprend de plus belle, en particulier durant les glaciations quaternaires. En fait, la quasi-totalité de la géomorphologie actuelle est due à l'érosion fluvioglaciaire. En effet, durant les glaciations, toute la région est couverte d'une épaisse calotte glaciaire. Ainsi, la plupart des modelés glaciaires se trouvent dans le massif. Les glaciers commencent souvent dans des cirques glaciaires en altitude. Ces cirques sont les principaux responsables des reliefs alpins tels que les pics ou aiguilles (tind en norvégien) et les arêtes (egg), que l'on trouve en particulier dans le massif d'Hurrungane. Lorsque les glaciers s'étendent, ils érodent de grandes vallées glaciaires. La plupart des vallées du massif ont ce profil en auge caractéristique. Plusieurs d'entre elles abritent un lac, résultat du surcreusement glaciaire. Dans certains cas, par exemple pour la vallée de Gjende, les vallées suivent l'axe de failles ou fractures majeures, qui ont constitué des faiblesses dans la roche, facilitant le travail d'érosion. Le pouvoir d'érosion d'un glacier dépend de son volume, et en conséquence, les glaciers secondaires créent des vallées moins profondes que les glaciers principaux, donnant lieu à des vallées suspendues. Celles-ci sont assez fréquentes à Jotunheimen, et particulièrement visibles autour des vallées importantes telles qu'Utladalen et la vallée de Gjende.
Une grande partie de la roche arrachée par les glaciers est transportée par les rivières glaciaires sous forme de farine de roche. De nos jours encore, une rivière comme Muru, prenant sa source dans les glaciers de Memurubrean, transporte jusqu'à 1 500 tonnes de sédiments par jour, phénomène donnant à l'eau la couleur turquoise qui fait la célébrité du lac de Gjende. Une partie des matériaux arrachés par les glaciers est aussi déposée sous forme de moraines, présentes partout dans le parc, mais aussi d'eskers, dont l'un des plus visibles est celui au sud d'Øvre Sjodalsvatnet. Ces moraines étant plus sensibles à l'érosion, elles présentent parfois de profondes ravines, comme à la sortie de la vallée Svartdalen. Ces ravines datent de la fin de l'ère glaciaire, et ont été creusées par les importants débits d'eaux de fonte.

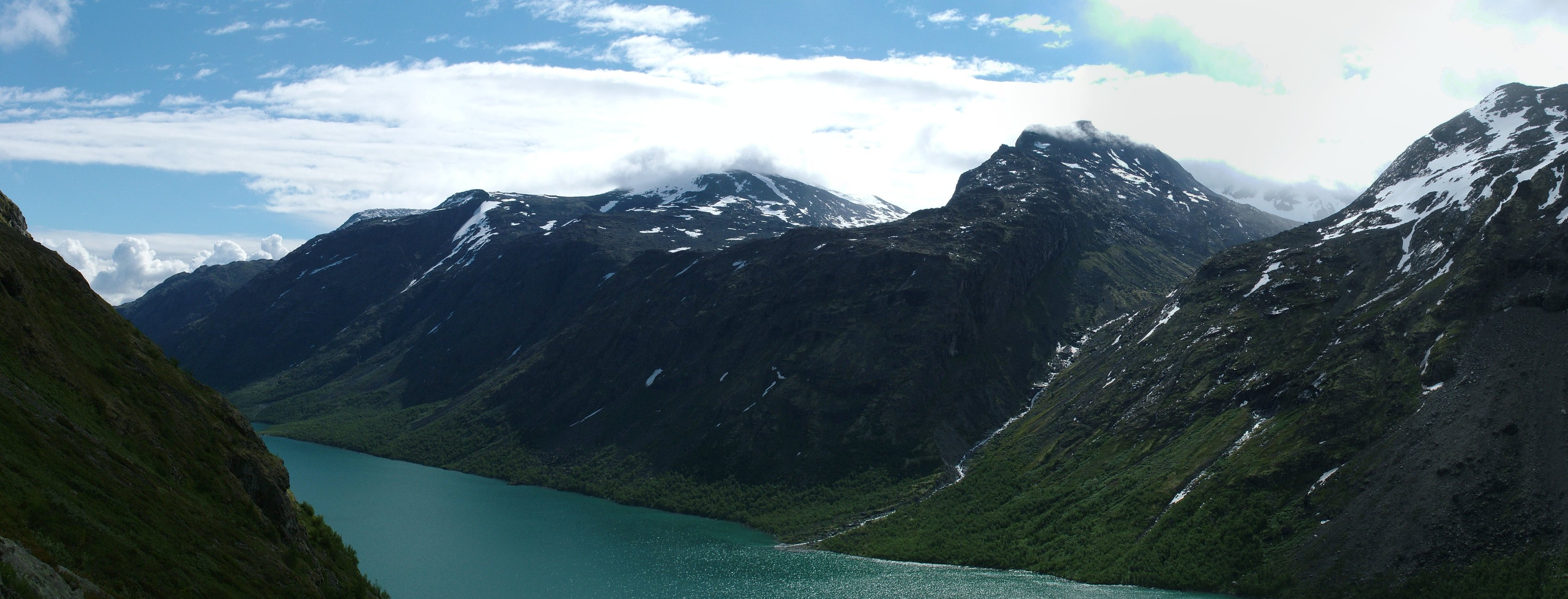
La vallée du lac de Gjende et les vallées suspendues la rejoignant.

### Écosystèmes
Jotunheimen possède une nature variée, du fait des grandes différences d'altitude, mais aussi de sa situation à la rencontre des natures de l'Est et de l'Ouest norvégien. La majeure partie du massif se trouve dans l'écorégion terrestre du WWF des forêts de bouleaux et prairies d'altitude scandinaves, mais les vallées à la frontière nord sont en zone de taïga.

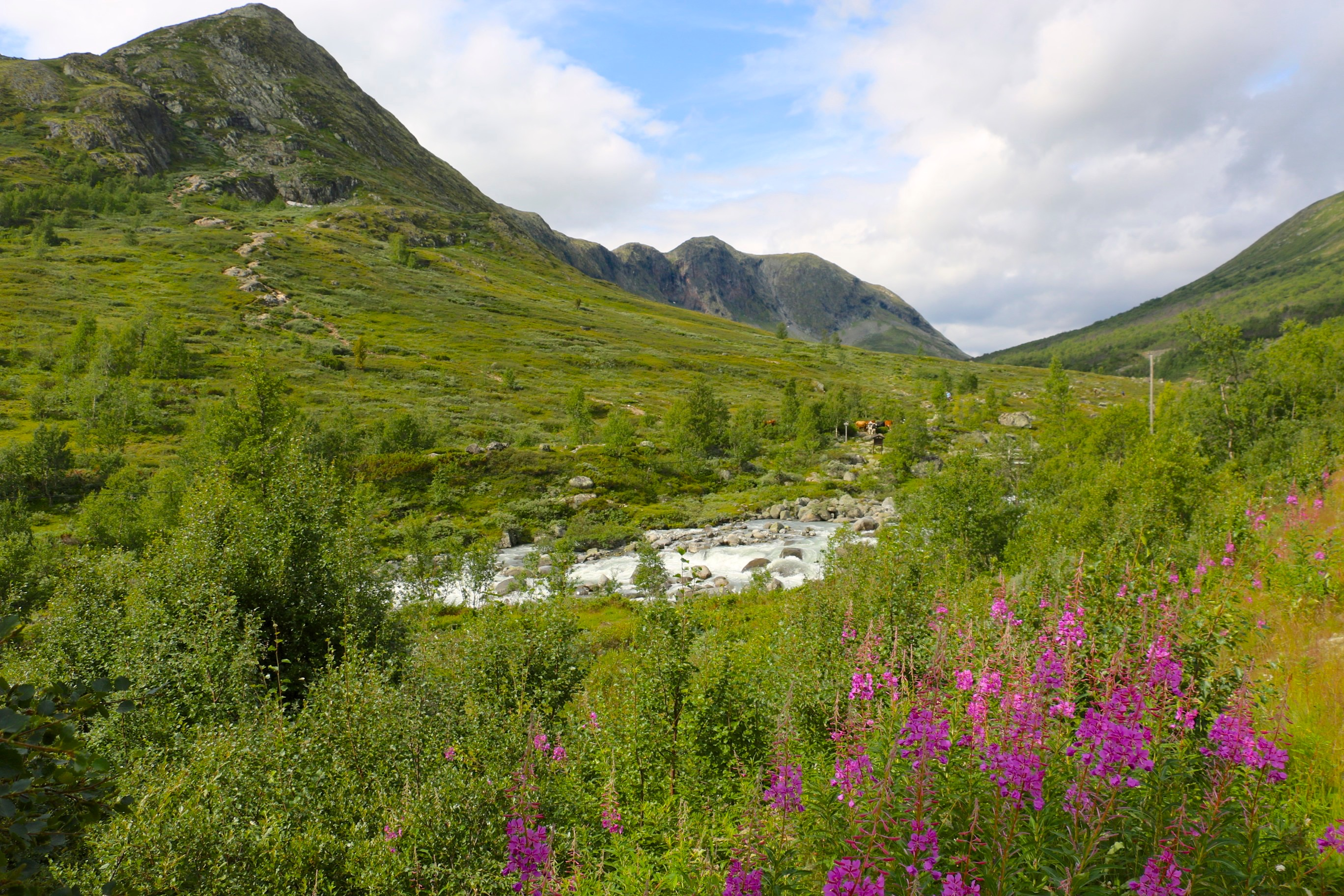
Végétation à la limite des arbres dans la vallée Memurudalen, près de Gjende.

Les écosystèmes peuvent être divisés en étages de végétation, avec les forêts occupant l'étage inférieur, surmonté par l'étage alpin inférieur, dominé par les buissons, l'étage alpin moyen dominé par les landes et prairies herbacées, et enfin l'étage alpin supérieur où le sol est essentiellement nu à l'exception de quelques plantes isolées. Les forêts sont principalement situées dans les profondes vallées, en particulier Utladalen, Visdalen et Gjende. Les arbres sont essentiellement des pins (Pinus sylvestris) et des bouleaux (Betula pubescens), ces derniers formant la limite des arbres, qui peut atteindre jusqu'à 1 200 m par exemple à Gjende, ce qui est un record pour la Norvège. La présence de bouleaux (et non de conifères) à la limite des arbres est due à l'importante humidité. La forêt de pins la plus notable du massif se situe à Vettismorki, sur les hauteurs de la vallée Utladalen. Cette forêt était exploitée pour les besoins de l'activité minière à Årdal, mais elle est laissée à elle-même depuis plus d'une centaine d'années. Elle est maintenant considérée comme l'une des plus riches forêts norvégiennes de pins de montagnes, avec en particulier une flore de lichens et d'espèces de Fungi unique. Les autres forêts de pins autour d'Årdal, en particulier à Utladalen, ont été pour la plupart décimées par les rejets fluorés de l'usine d'aluminium de la ville durant les années 1950-1970. Maintenant que l'usine est mieux gérée, ces forêts se développent à nouveau.
La strate herbacée des forêts de bouleaux dépend beaucoup du sol, étant pauvre dans les sols de moraines, avec typiquement des myrtilles (Vaccinium myrtillus), mais pouvant être plus riche dans les sols calcaires ou de schistes, avec par exemple la Renoncule à feuilles de platane (Ranunculus platanifolius), la cirse à feuilles variables (Cirsium heterophyllum), la trolle d'Europe (Trollius europaeus), la laitue des Alpes (Cicerbita alpina)…

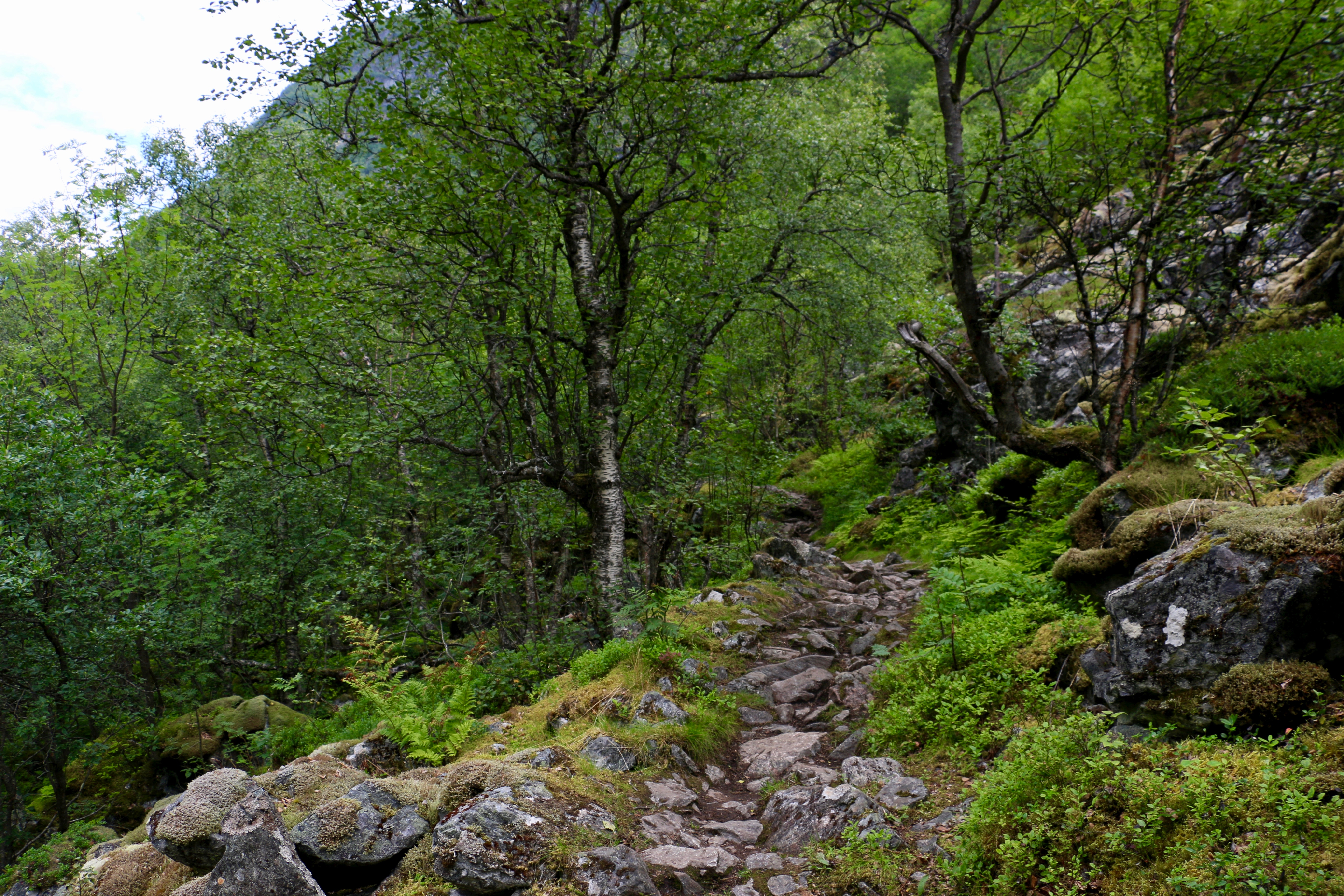
Forêt de bouleaux dans la vallée d'Utladalen.
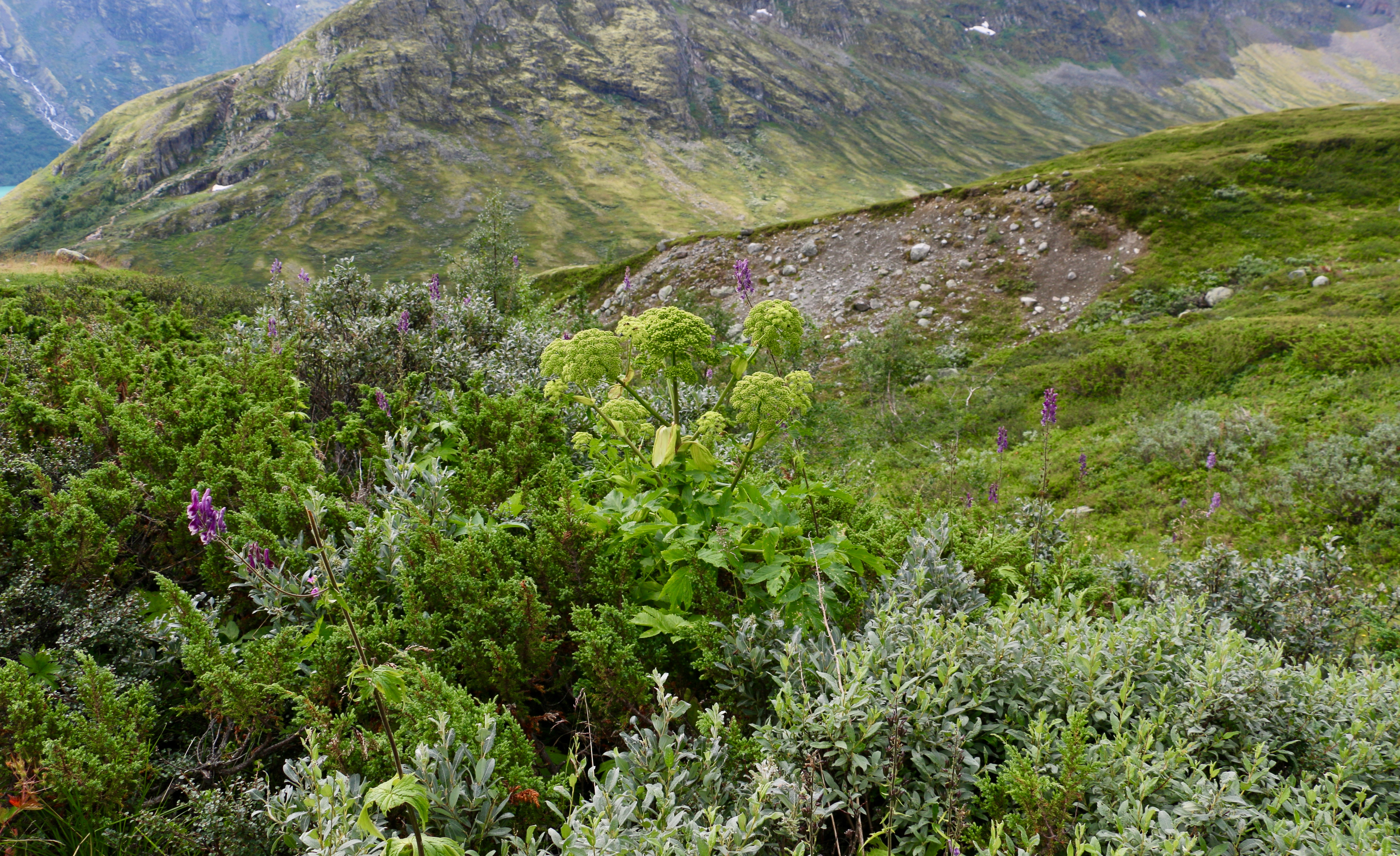
Denses buissons dans l'étage alpin inférieur près de la vallée de Memurudalen, à l'abri d'une ravine.
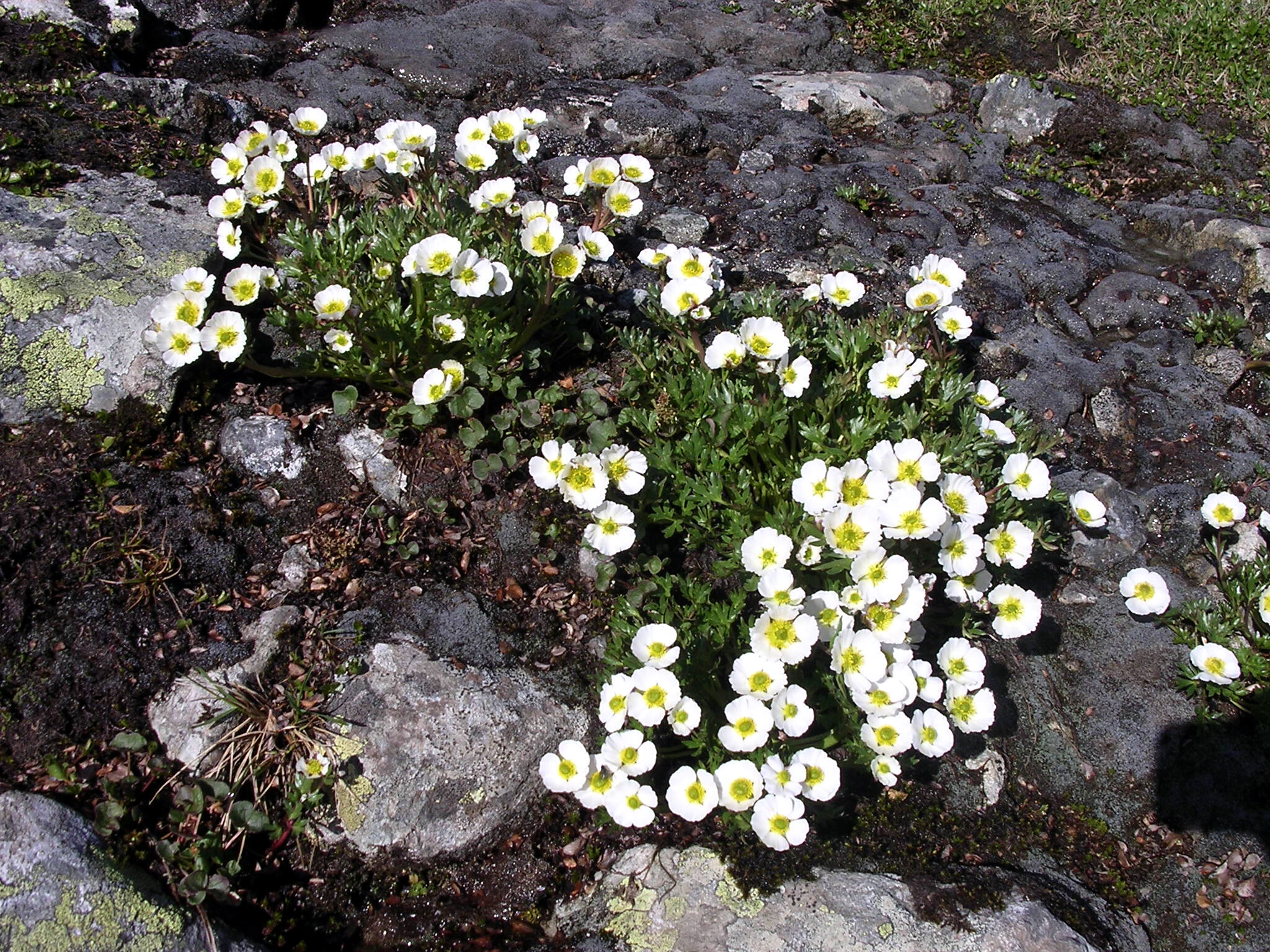
La renoncule des glaciers.

L'étage alpin inférieur est dominé par les buissons de saule dans les zones humides, et de bouleau nain (Betula nana) et d'éricacées dans les zones plus sèches. Les plantes à cet étage sont autrement très similaires à la végétation au sol des forêts de bouleaux,. L'étage alpin moyen est défini comme la zone au-dessus de la limite des myrtilles. La période de végétation est courte, et ce sont principalement les herbes, telles que Carex bigelowii ou Festuca vivipara, avec quelques fleurs telles que la cassiope hypnoïde (Harrimanella hypnoides) et la renoncule des glaciers (Ranunculus glacialis). Dans les sols plus riches, on trouve aussi la dryade à huit pétales (Dryas octopetala), la tofieldie naine (Tofieldia pusilla) et le pigamon des Alpes (Thalictrum alpinum). Enfin, l'étage alpin supérieur est avant tout le royaume des lichens, mais on y trouve tout de même quelques plantes à fleurs isolées, en particulier la renoncule des glaciers, qui pousse jusqu'à 2 370 m sur le sommet de Glittertinden. La saxifrage à feuilles opposées (Saxifraga oppositifolia) et l'orpin rose (Rhodiola rosea) atteignent eux aussi des altitudes importantes (environ 2 300 m) dans le massif.

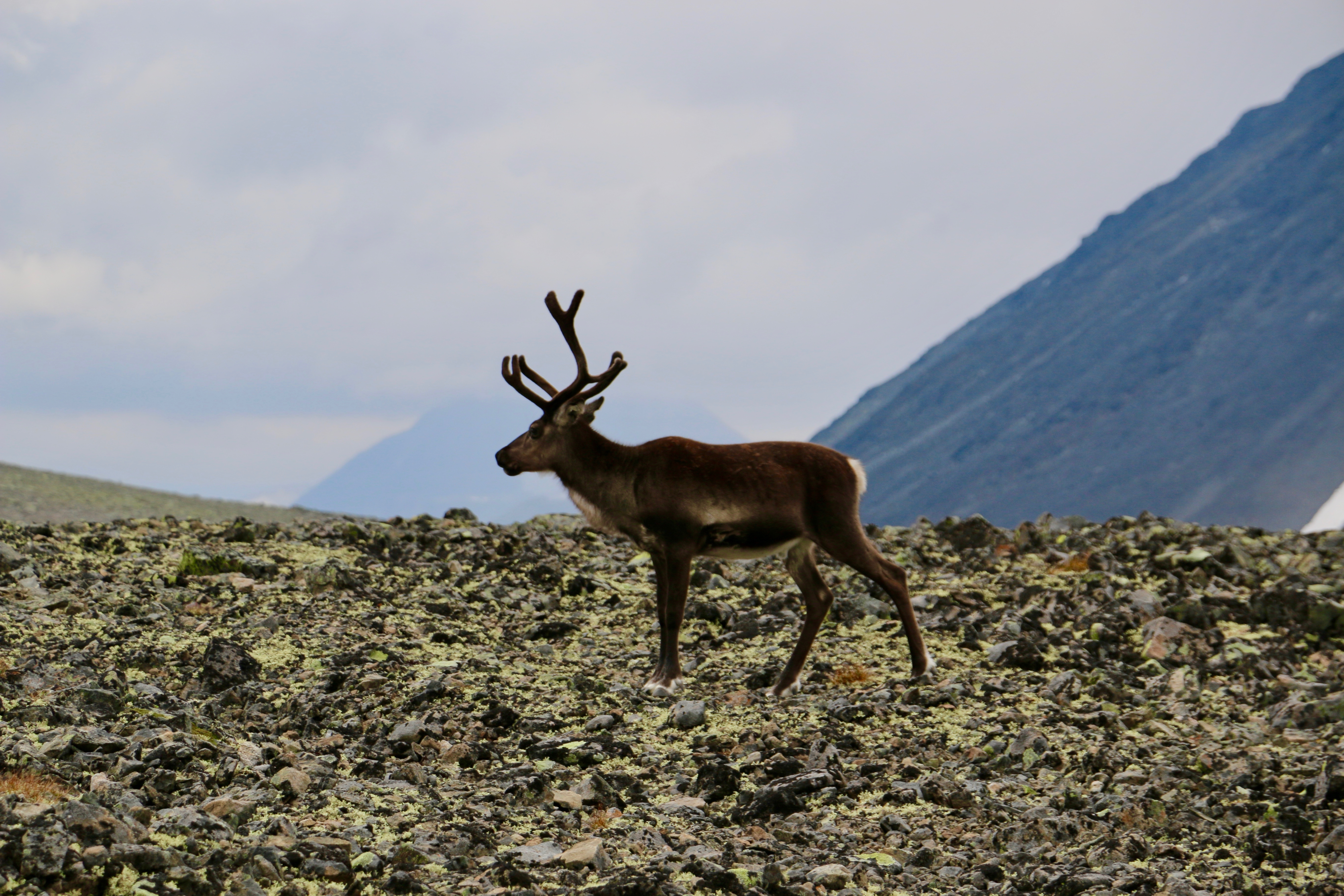
Un renne sur la montagne Veslfjellet, près de Gjende.

Les mammifères les plus communs à Jotunheimen sont les herbivores. Un des plus symboliques de la Scandinavie, et assez facile à observer, est le renne (Rangifer tarandus). Dans la section occidentale du massif, autour de la vallée d'Utladalen, se trouve un troupeau de rennes sauvages d'environ 400 individus. En Scandinavie, les rennes sauvages n'existent plus que dans le sud de la Norvège, et ils sont donc l'objet de mesures spéciales de protection. L'est de Jotunheimen est le domaine des rennes domestiques. Parmi les rongeurs, les plus importants sont le Campagnol nordique (Microtus oeconomus) et le lemming des toundras (Lemmus lemmus), ce dernier étant le seul mammifère endémique de la péninsule Scandinave. Ces deux espèces connaissent des cycles démographiques d'une durée de deux à quatre ans, qui rythment la vie de leurs prédateurs. Plus localement, on trouve aussi la siciste des bouleaux (Sicista betulina), un des rares animaux norvégiens qui hibernent. En ce qui concerne les prédateurs, le glouton (Gulo gulo) était auparavant commun dans le massif, mais la chasse et la diminution du nombre de rennes sauvages l'ont fait presque disparaître. Leur nombre augmente à nouveau depuis peu, et en 2005, une portée a été observée dans le massif. Malgré sa protection depuis les années 1930, le renard polaire (Vulpes lagopus) a disparu de Jotunheimen. La concurrence accrue avec le renard roux (Vulpes vulpes), qui préfère les vallées boisées mais s'aventure volontiers sur les hauteurs du massif, ne facilite pas les choses pour le renard polaire. Le lynx boréal (Lynx lynx) est parfois observé dans les vallées de Bøverdalen et Visdalen. L'hermine (Mustela erminea), la belette d'Europe (Mustela nivalis), la martre des pins (Martes martes) et le vison d'Amérique (Neovison vison) vivent aussi dans ces montagnes,. Ces dernières années, la loutre d'Europe (Lutra lutra) se réimplante peu à peu dans la vallée d'Utladalen.

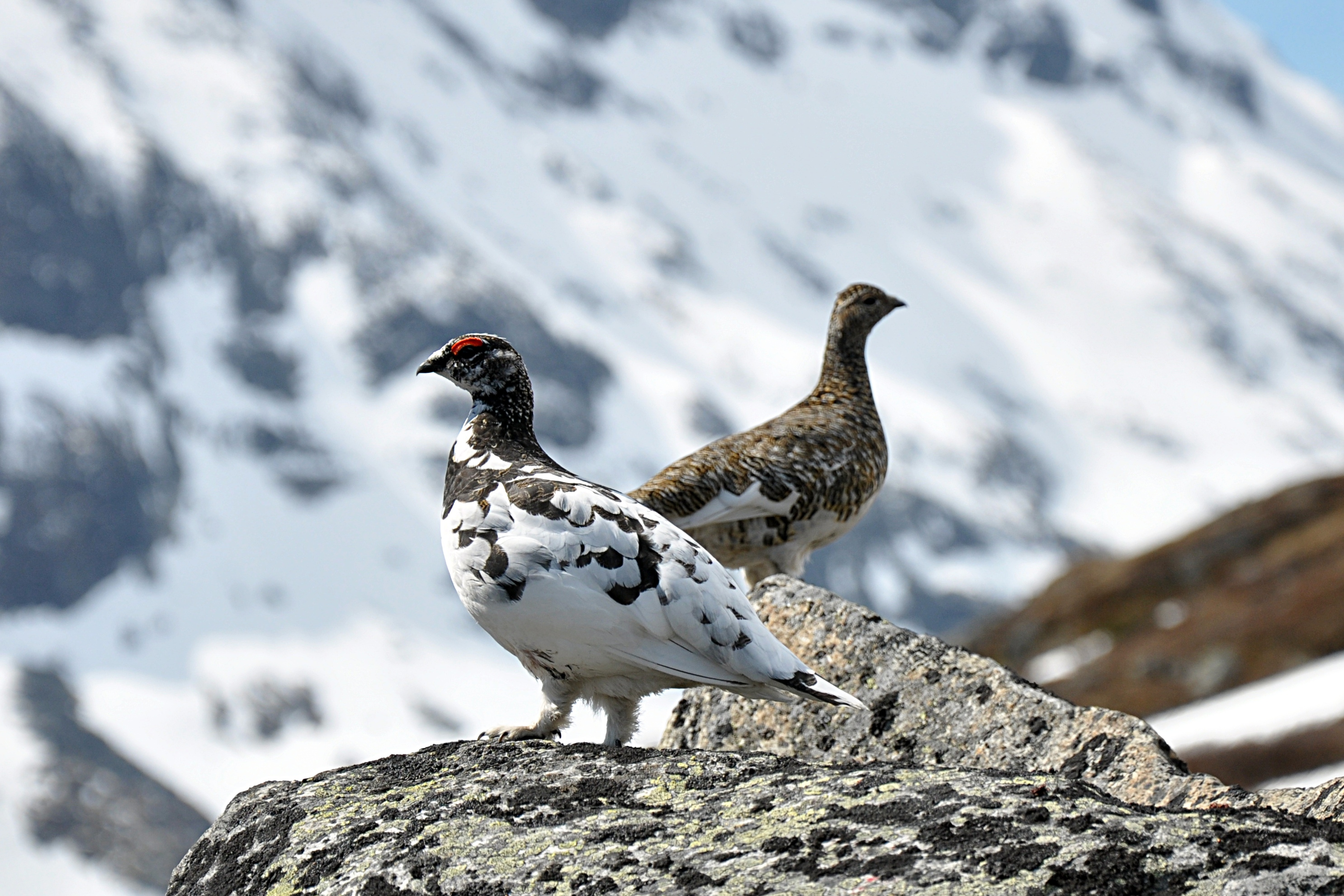
Un couple de lagopèdes alpins dans les montagnes de Jotunheimen.

L'avifaune de Jotunheimen est assez typique de la haute montagne norvégienne. La grande majorité des oiseaux qui nichent dans le massif sont des migrateurs, avec seulement cinq espèces sédentaires sur les 75 espèces recensées. Ces cinq espèces sont l'aigle royal (Aquila chrysaetos), le grand Corbeau (Corvus corax), le lagopède des saules (Lagopus lagopus), le lagopède alpin (Lagopus muta) et le faucon gerfaut (Falco rusticolus). Les oiseaux migrateurs arrivent progressivement au printemps en provenance du sud et viennent nicher dans les montagnes durant l'été, période d'abondance. Les vallées et autres zones de basse ou moyenne altitude sont le site de prédilection des passereaux tels que le pipit farlouse (Anthus pratensis), le pinson du Nord (Fringilla montifringilla), le sizerin flammé (Acanthis flammea) et le gorgebleue à miroir (Luscinia svecica). Cependant, certains passereaux peuvent se trouver même aux hautes altitudes, tels que le plectrophane des neiges (Plectrophenax nivalis), caractéristique de l'étage alpin supérieur, jusqu'à 2 000 m. Le massif compte aussi un certain nombre de charadriiformes, souvent (mais pas toujours) associés aux zones humides, tels que le pluvier guignard (Charadrius morinellus), le pluvier doré (Pluvialis apricaria) et le chevalier guignette (Actitis hypoleucos). Cependant, dans l'ensemble, Jotunheimen n'est pas réputé pour ses zones humides et les quelques espèces d'oiseaux associées à ces milieux sont donc relativement rares dans le massif. Parmi les rapaces, la buse pattue (Buteo lagopus) est l'espèce la plus commune, mais on trouve aussi le faucon crécerelle (Falco tinnunculus) et quelques rapaces nocturnes. Le tétras lyre (Tetrao tetrix) et le grand Tétras (Tetrao urogallus) peuvent être observés à Utladalen.

## Histoire

### De la chasse à la transhumance

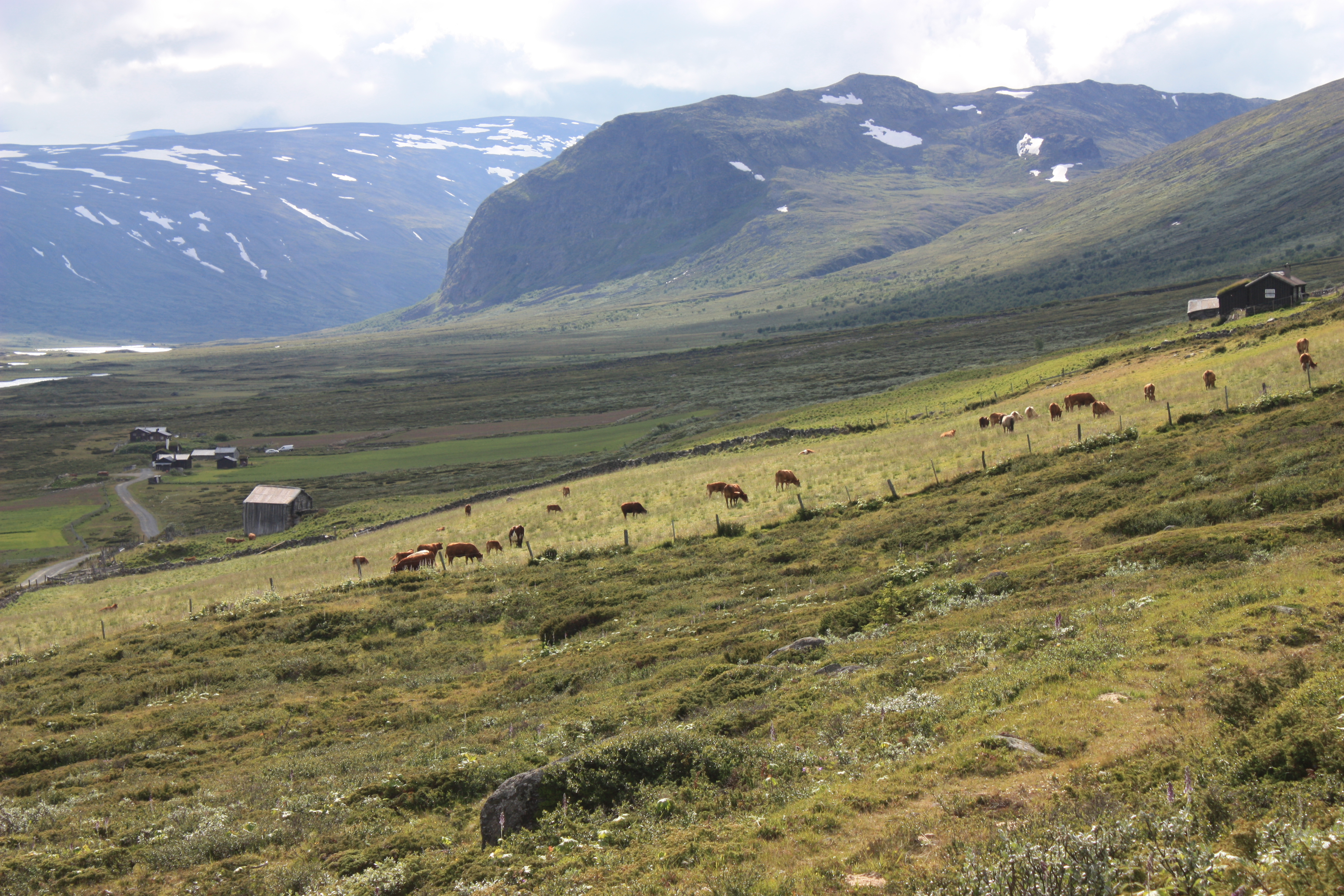
Chalets d'alpage et animaux en pâture dans la vallée Smådalen au nord-est de Jotunheimen.

La plus ancienne trace humaine à Jotunheimen est une flèche datant de 6 000 ans, indiquant que les populations de l'époque s'aventuraient dans les montagnes pour chasser les rennes. À cette époque le climat était plus chaud qu'il ne l'est aujourd'hui. D'ailleurs, certains des objets découverts récemment par les archéologues étaient jusqu'à récemment sous les glaces. Une des curiosités découvertes sous les glaces est une chaussure datant d'entre 1420 et 1260 av. J.-C., ce qui en fait la plus vieille chaussure découverte dans le pays. Le début du néolithique (environ 3000 av. J.-C. en Norvège) semble marquer une augmentation de la présence humaine dans le massif, avec des habitations dans les vallées, en particulier près de Russvatnet, Gjende, Tyin, et à Koldedalen. Les hommes ne venaient probablement dans les montagnes que durant l'été, restant plus en aval dans les forêts en hiver. Outre les restes d'habitations se trouvent aussi de nombreuses reliques évoquant la chasse, telles que des pièges à rennes et des armes. Une technique de chasse courante semble avoir été d'orienter les rennes vers une zone étroite où se situait le piège, expliquant le positionnement stratégique de ces derniers. Les premiers fourneaux pour la production de fer des marais apparaissent autour de l'an 400 dans les vallées, et des armes en fer (surtout flèches et haches) ont été trouvées en grandes quantités à travers le massif. Ceci confirme que les montagnes restent un site de chasse important pour les populations locales.

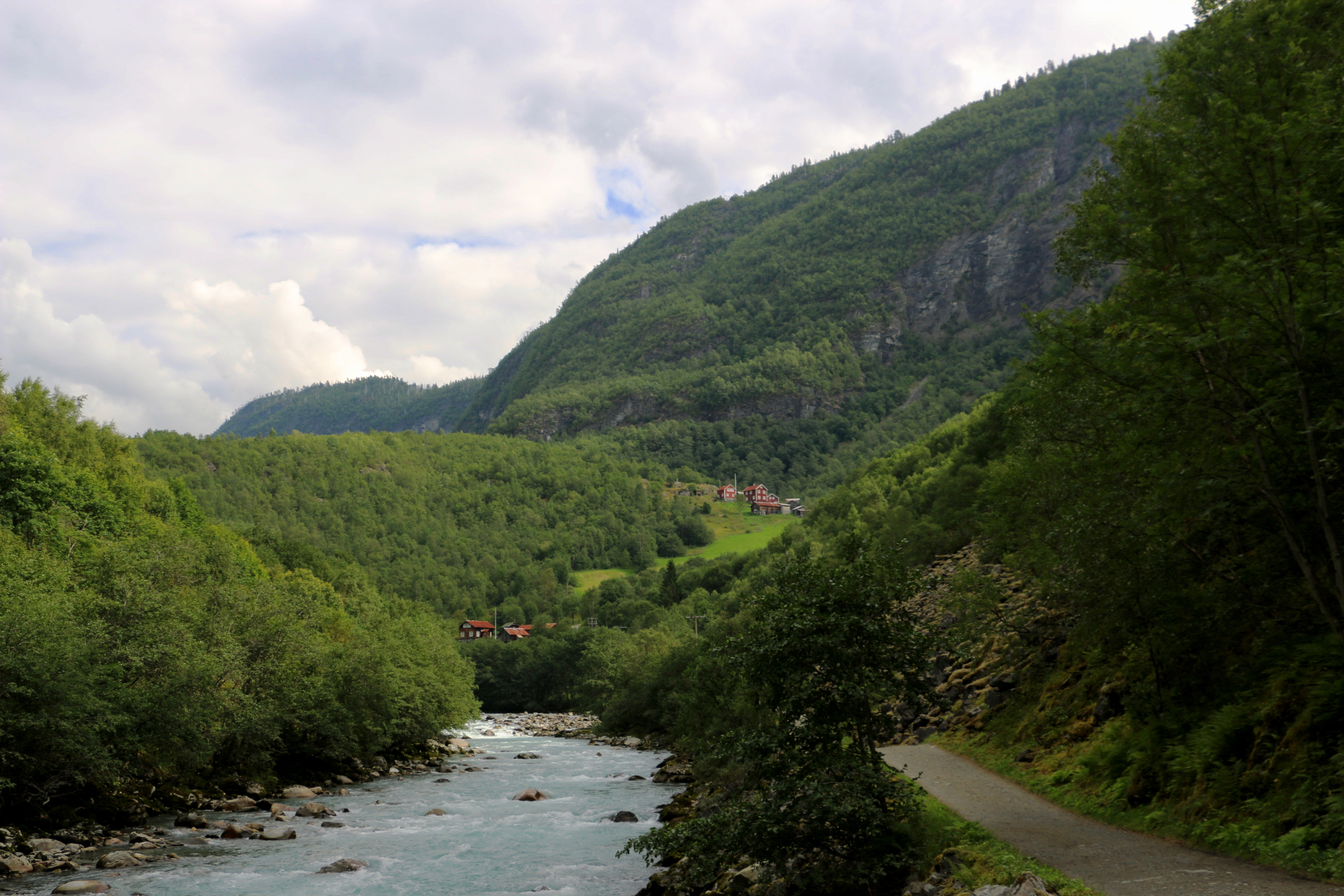
Ferme de Vetti dans la vallée d'Utladalen, maintenant utilisée comme refuge touristique.

Il est difficile de dire exactement quand le massif commence à être utilisé comme terrain de pâture, mais une loi du Gulaþing datant d'avant 1263 mentionne la régulation de la transhumance en Norvège et une assemblée locale à Vågå mentionne en 1367 qu'elle existe depuis longtemps dans le massif. Peu d'informations sont disponibles pour évaluer précisément l'étendue de cette activité, mais la présence de seize chalets d'alpage est avérée en 1668 à Sjodalen, douze près de Randsverk, et plus tard, en 1907, les statistiques en indiquent 6 000 juste dans le comté d'Oppland et que la commune de Luster avait l'un des plus grands nombres de chalets d'alpage du pays. La plupart des chalets restaient à proximité de la forêt de bouleau, le bois étant utilisé pour le chauffage et la production de fromage. Beaucoup de familles avaient deux chalets d'alpages, un relativement proche du village et un plus loin dans les montagnes pour la pâture durant la période la plus chaude. À l'est, la production principale était le fromage local, le Gudbrandsdalsost, un type de brunost, tandis qu'à l'ouest était produit du fromage de chèvre, du gammelost et du beurre. Dans la partie orientale du massif, principalement à Sjodalen, du fait des faibles épaisseurs de neige, certaines familles pratiquaient aussi la pâture d'hiver, laissant les troupeaux consommer les tapis de lichens.
La pratique de la transhumance a diminué fortement à partir des années 1950-1960, et aujourd'hui, elle a entièrement disparu de Jotunheimen dans son acceptation traditionnelle. Cependant, de nombreux bâtiments sont encore présents dans le massif comme témoins de cette activité historique. Ces activités traditionnelles ont été remplacées par l'élevage des rennes, qui a commencé en 1926 à Lom et s'est maintenant étendu sur l'ensemble de la partie orientale du massif avec environ 4 500 animaux.

### Explorateurs et premiers touristes

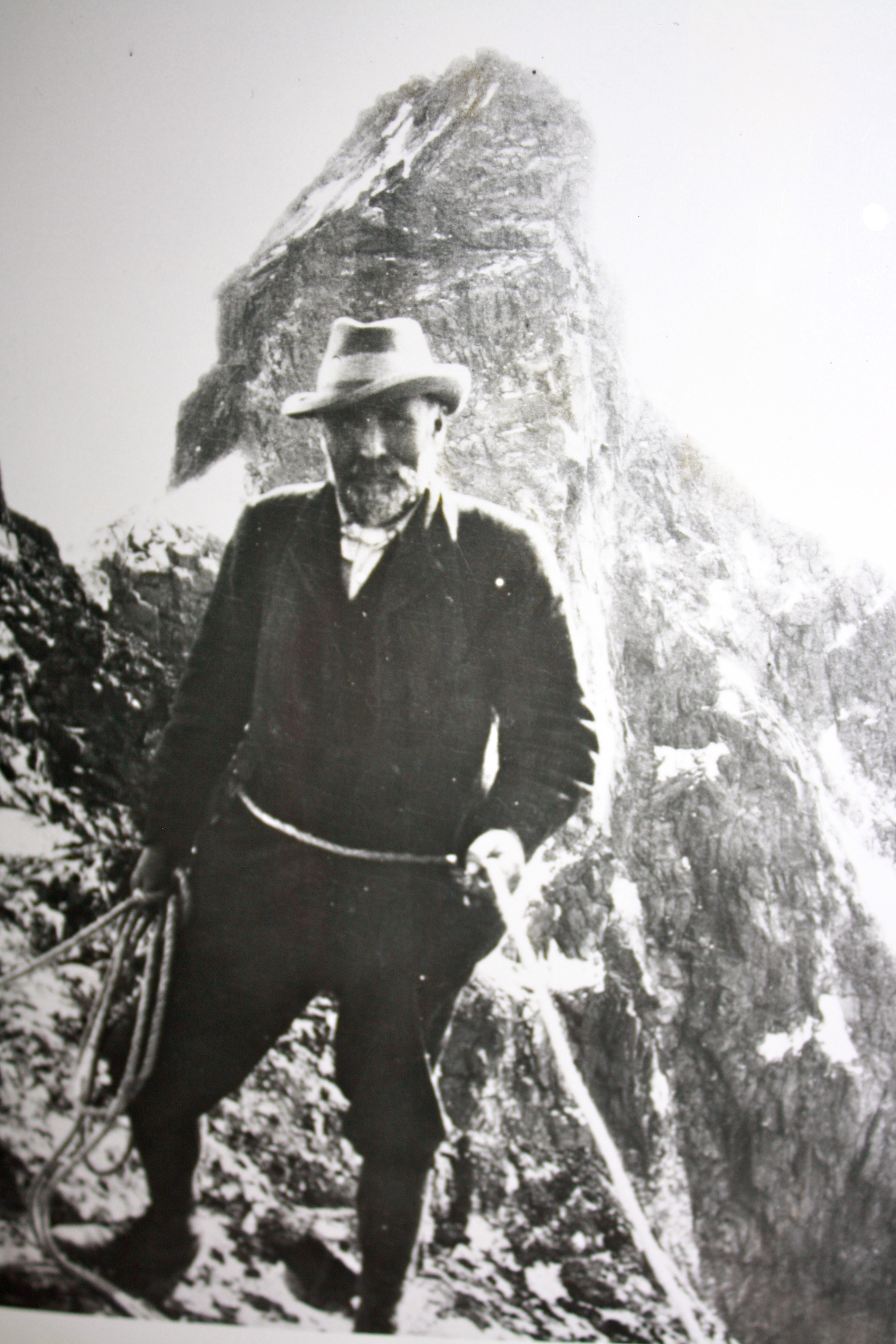
William Cecil Slingsby devant Storen en 1908.

Le massif n'était initialement connu que des populations locales, mais au cours du XIXe siècle, un certain nombre de personnalités scientifiques et artistiques le révèlent aux yeux du public. La première personne à « découvrir » le massif est le botaniste Christen Smith, en 1813. Il avait déjà exploré un grand nombre de massifs du pays, mais décrit Jotunheimen comme l'un des plus riches en plantes du pays. En 1820, l'étudiant de médecine Christian Boeck suggère au géologue Baltazar Mathias Keilhau une expédition dans ces montagnes, après les avoir repérées depuis Filefjell. Au retour de ce voyage, B. M. Keilhau écrit plusieurs articles qui font découvrir ce massif au pays et attirent une vague d'explorateurs. Durant cette période, certains sommets sont conquis pour la première fois, dont Galdhøpiggen, gravi en 1850 par des habitants locaux : Steinar Sulheim, Ingebrigt N. Flotten et Lars Arnesen.
Le marchand Thomas Heftye visite Jotunheimen pour la première fois en 1854, et décide d'organiser une expédition plus approfondie en 1859. Si cette nouvelle expédition est en partie un échec, les montagnes font une telle impression à Thomas qu'il fonde quelques années plus tard, en 1868, l'association norvégienne de randonnée (DNT),. Jotunheimen est l'une des priorités de l'association, qui dès 1870 achète une cabane près de Bygdin, puis l'année suivante à Gjendebu, et, en 1874, le premier sentier touristique est créé entre Memurubu et Bessheim.
Le premier touriste étranger qui publia son voyage dans le massif est l'Anglais William Henry Breton, son livre paraissant en 1835. Le touriste étranger le plus célèbre est probablement William Cecil Slingsby, un autre Anglais, qui visite la région pour la première fois en 1874. Il est considéré comme le père de l'alpinisme en Norvège, et est en particulier le premier, en 1876, à conquérir le sommet Storen, considéré jusque là comme imprenable.

### De l'exploitation à la protection
Inspiré par les parcs nationaux américains, Yngvar Nielsen, alors directeur de la DNT, suggère dès 1904 la protection de Jotunheimen. Cette suggestion arrive jusqu'au département de l'agriculture, mais sans suite. En 1916, l'idée est relancée par N. J. Gregersen, qui s'appuie cette fois sur la loi de protection de la nature de 1910, mais cette loi ne considérait pas la protection de vastes zones naturelles, et donc la proposition meurt à nouveau.
En parallèle, le potentiel hydroélectrique des montagnes suscite un intérêt croissant, et la même année, en 1916, il est envisagé de construire des barrages sur le lac Gjende et la rivière Sjoa. Plusieurs voix s'élèvent contre ce projet, dont celle de la botaniste Hanna Resvoll-Holmsen. L'effort qu'elle mène est couronné de succès et elle parvient à arrêter ce projet ; à la place, ce sont le lac Bygdin et la rivière Vinstra qui sont exploités.
En 1938, une nouvelle proposition de protection de la région est formulée, mais la Seconde Guerre mondiale interrompt le processus. Finalement, en 1954, une nouvelle loi de protection de la nature est rédigée, incluant la possibilité de protéger des grands espaces naturels, et deux ans plus tard, l'agence gouvernementale Statens naturvernråd (conseil pour la protection de la nature) est créé. Cette agence appuie en faveur de la protection de Jotunheimen, sans succès, et le premier parc national norvégien est finalement Rondane en 1962. Il faut attendre 1973 pour la protection de la rivière Sjoa et du lac Gjende. Finalement, en 1980, le parc national de Jotunheimen et la zone de protection du paysage d'Utladalen sont créées, d'une superficie respective de 1 151 km2 et 314 km2. La possibilité d'étendre les frontières du parc est mentionnée régulièrement, mais est compliquée par le fait que la plupart des cours d'eau en dehors des limites actuelles sont exploités. Cependant, une telle extension est actuellement à l'étude.

## Activités

### Agriculture, chasse et pêche
Si la transhumance traditionnelle a essentiellement disparu du massif, les montagnes sont toujours utilisées comme terrain de pâture, y compris dans les aires protégées. En particulier, l'élevage extensif des rennes est pratiqué dans les communes de Lom et Vågå avec environ 5 000 animaux en 2008. Les vaches et moutons paissent aussi dans la plupart des grandes vallées. Enfin, l'agriculture traditionnelle, en particulier pâture et fenaison, est toujours pratiquée dans la vallée d'Utladalen afin de préserver le paysage culturel.
La chasse est une activité populaire dans le massif. Il s'agit de chasse à l'élan et au cerf, principalement dans la vallée d'Utladalen et Sjodalen, au renne sauvage et aux petits animaux, tels que le lièvre, le renard roux, le vison et les lagopèdes,. Les régulations varient selon les espèces et le lieu de la chasse, en terrain privé ou dans les zones protégées. De même, la pêche est régulée par différentes organisations selon les zones. De manière générale, les eaux sont plus poissonneuses à l'est du massif, en particulier dans la Sjoa et le lac Gjende,. La truite est l'espèce principale.

### Hydroélectricité

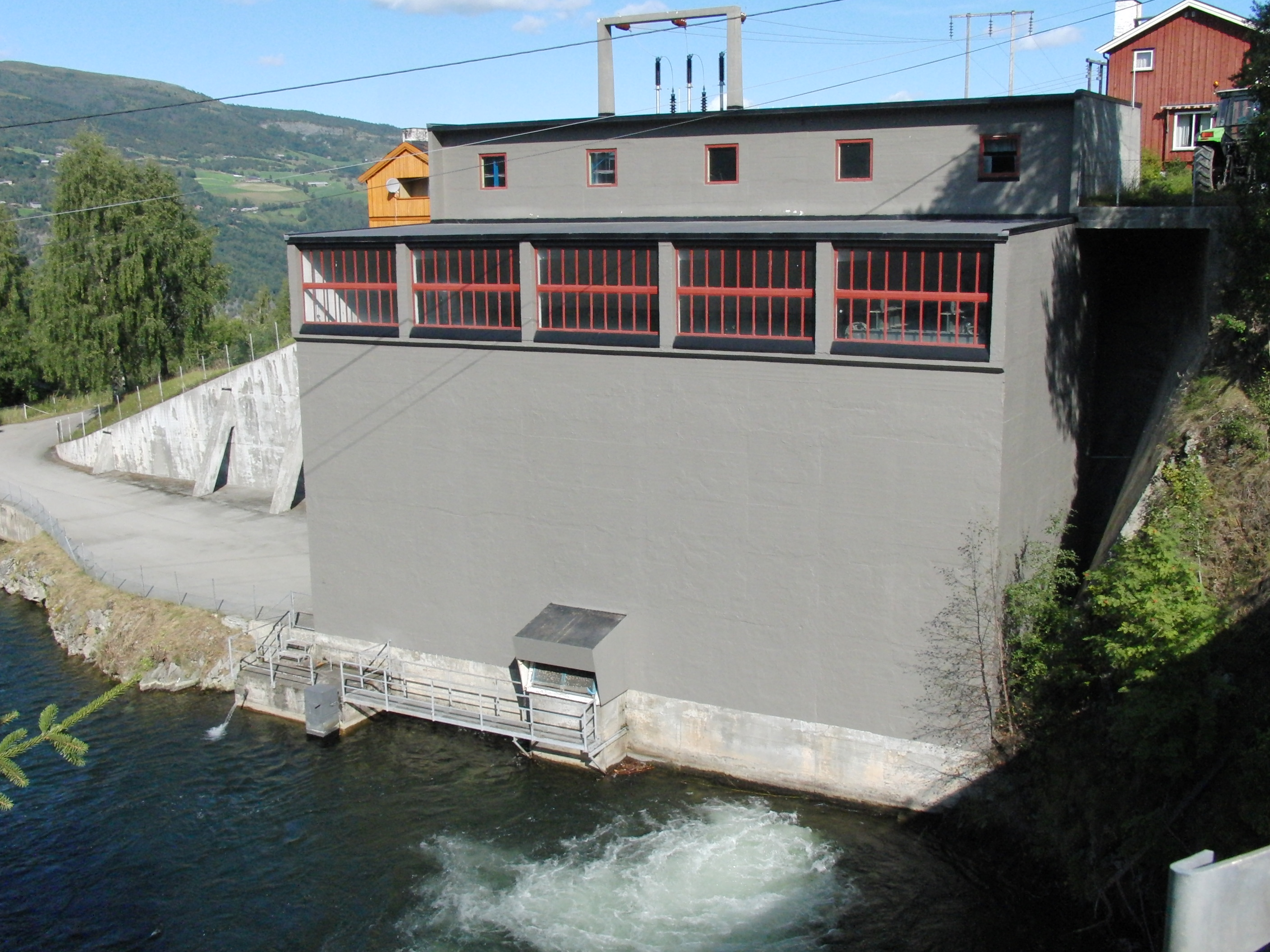
La centrale de Midtre Tessa.

Les rivières de Jotunheimen ont suscité beaucoup d'intérêt pour leur potentiel dans la production d'hydroélectricité, ce qui a engendré un important conflit avec les intérêts touristiques et de protection de la nature. Le conflit a résulté en la protection de tout le cœur du massif, avec en particulier la formation du parc national, tandis que la plupart des rivières autour du massif ont été exploitées. Dans la partie est du massif, le lac de Bygdin est régulé pour adapter la production en aval tandis que la rivière Sjoa est protégée contre l'exploitation hydroélectrique, avec seulement une petite centrale à Stuttgongfossen (puissance maximale 1,2 MW, production annuelle 7,5 GWh). Au nord-est, on trouve un certain nombre de centrales appartenant à l'entreprise Eidefoss AS, autour du lac Tesse, dont en particulier la centrale Smådøla (13,9 MW, 45 GWh), utilisant aussi un détournement partiel du flot de la rivière Veo, et les centrales Øvre Tessa (16 MW, 97,6 GWh), Midtre Tessa (7,2 MW, 38 GWh) et Nedre Tessa I et II (20 MW, 135 GWh). Au sud-ouest, autour d'Øvre Årdal, un ensemble d'infrastructures utilise la forte hauteur de chute entre les montagnes et le lac Årdalsvatnet pour alimenter l'usine d'aluminium de Norsk Hydro dans la ville. La principale centrale est celle de Tyin, qui utilise le lac Tyin comme réservoir pour régulation et dont le débit est renforcé grâce au détournement de la plupart des rivières de la partie orientale de la vallée d'Utladalen. La puissance totale de la centrale est de 374 MW pour une production annuelle de 1 449,7 GWh. Outre Tyin, l'usine utilise aussi l'énergie de la centrale de Holsbru (48,9 MW, 84 GWh). Norsk Hydro possède aussi des centrales à l'ouest du massif, dans la vallée de Fortun, dont en particulier celle de Skagen (270 MW, 1 407 GWh) et Herva (33 MW, 107,5 GWh), qui est équipée pour pratiquer le pompage-turbinage.

### Protection environnementale

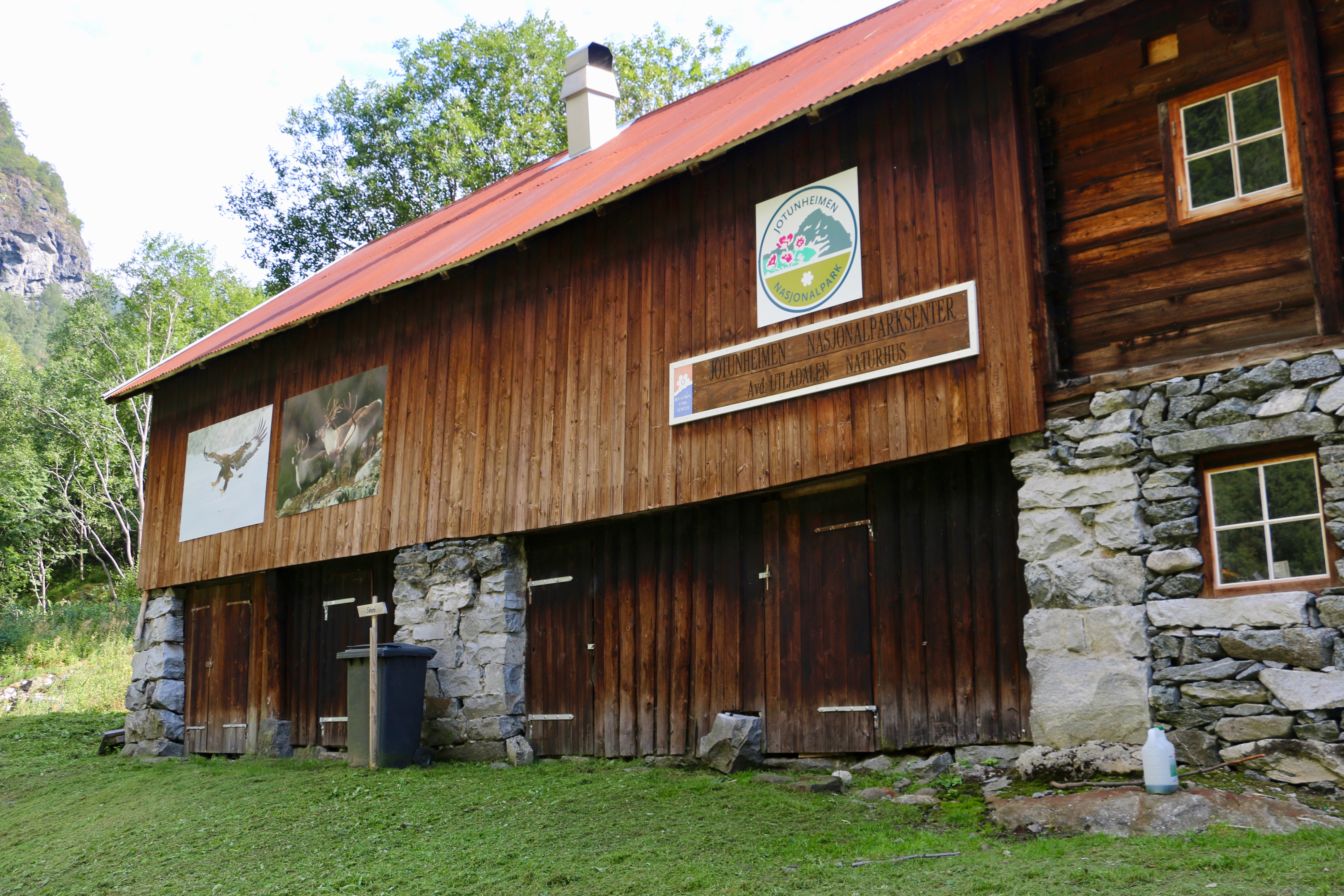
Utladalen naturhus, un des centres d'information du parc national de Jotunheimen.

Depuis 1980, le cœur du massif de Jotunheimen est protégé par le parc national de Jotunheimen, d'une superficie de 1 151 km2, et la vallée d'Utladalen est protégée par la zone de protection du paysage d'Utladalen, d'une superficie de 314 km2. Ces deux formes de protection correspondent à des ambitions différentes : un parc national protège une zone naturelle vierge ou relativement intacte tandis qu'une zone de protection du paysage peut inclure des paysages culturels et permet le maintien des activités traditionnelles, en particulier l'agriculture. Outre ces deux grandes aires protégées, quelques petites réserves naturelles ponctuent le massif, telles que la réserve de Smådalsvatni (5,95 km2), créée en 1990, et Baklie (1,81 km2), créée en 2015.
La partie ouest du massif, autour d'Hurrungane et Utladalen, est aussi une des zones de rennes sauvages (Vest-Jotunheimen villreinområde), une des 24 zones définies pour la gestion de la population de rennes sauvages, la Norvège étant le seul pays d'Europe qui abrite cette espèce à l'état sauvage, et ayant donc une responsabilité de protection à l'échelle internationale.

### Randonnée, alpinisme et sports d'hiver

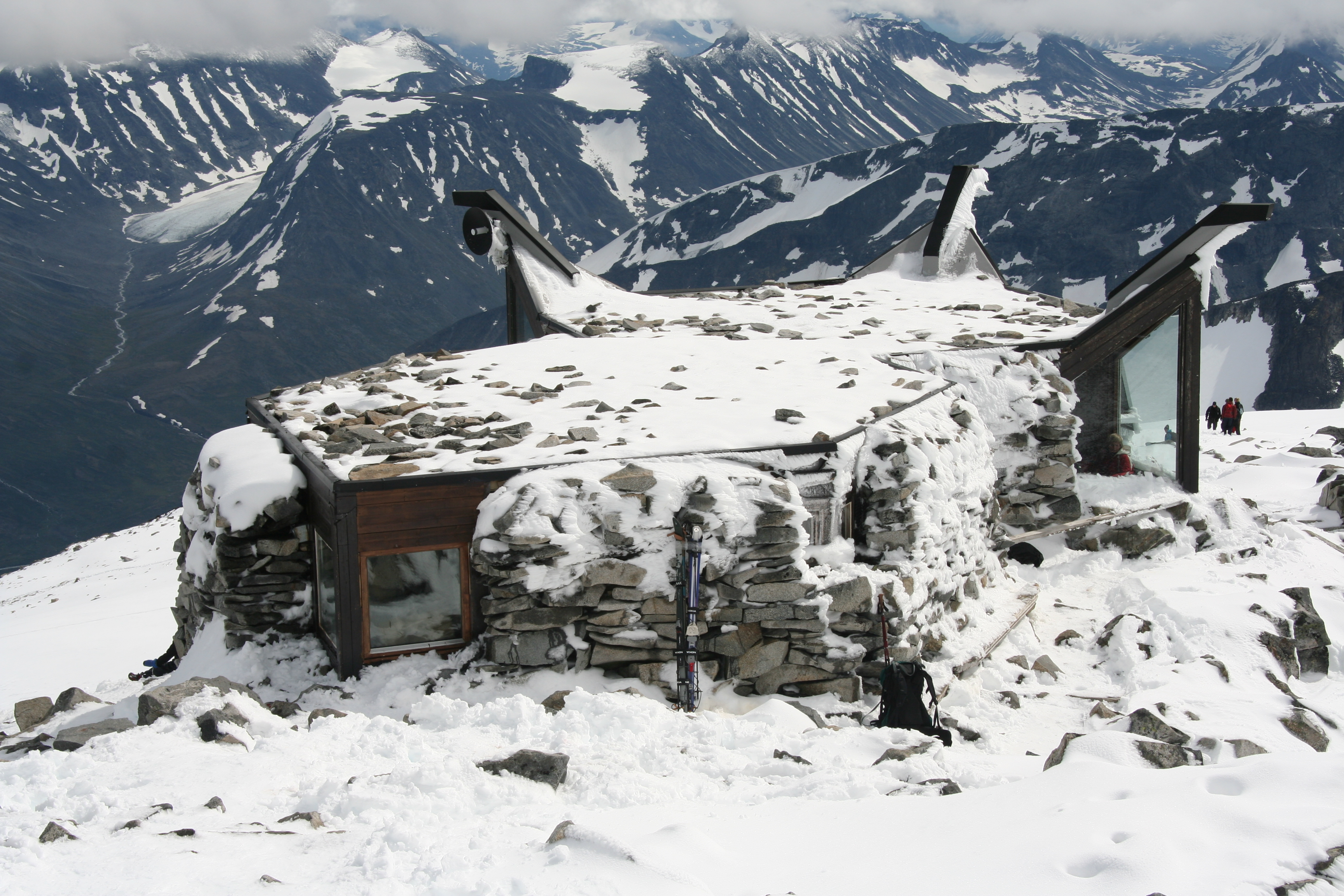
Kiosque touristique au sommet de Galdhøpiggen.

Jotunheimen est l'un des massifs montagneux les plus visités de Norvège,. Il est impossible d'avoir un compte exact du nombre de visiteurs dans le massif, mais un indicateur est qu'en 2008, les touristes ont passé 147 000 nuits dans des logements payants au sein ou à proximité immédiate de Jotunheimen. Environ 30 % des visiteurs sont étrangers.
L'accès au massif par la route est facile été comme hiver. Les principaux ports d'entrée sont les grandes vallées (Gjende, Veodalen, Visdalen, Leirdalen, Utladalen), mais aussi les routes de montagne Sognefjellet (route 55), Valdresflye (route 51) et près de Tyin (route 53), ces dernières étant fermées en hiver. La route de Sognefjellet et de Valdresflye sont par ailleurs classées « routes panoramiques nationales ».
Une majorité (environ 80 %) des touristes visitent durant la saison estivale. La randonnée est l'activité principale, et la région compte un grand nombre d'infrastructures dédiées. Le parc national compte pas moins de 300 km de sentiers marqués, la plupart étant aussi des sentiers pour le ski de fond en hiver. Plusieurs cabanes touristiques sont dispersées dans les montagnes. Dans les aires protégées, sept des cabanes ont du personnel (Glitterheim, Gjendebu, Memurubu, Fannaråki, Skogadalsbøen, Vettismorki et Avdalen) et cinq autres sont en libre-service (Olavsbu, Ingjerdbu, Gravdalen Seter, Stølsmaradalen et Vormeli), pour une capacité cumulée de 600 lits. La plupart de ces cabanes appartiennent à l'association norvégienne de randonnée. Il existe aussi de nombreuses possibilités d'hébergement en dehors des aires protégées, dont en particulier Spiterstulen et Juvasshytta, principaux points de départ pour l'ascension de Galdhøpiggen. Juvasshytta est d'ailleurs la station de montagne la plus élevée d'Europe du Nord, à une altitude de 1 841 m, et la route d'accès est aussi la plus haute de Norvège.

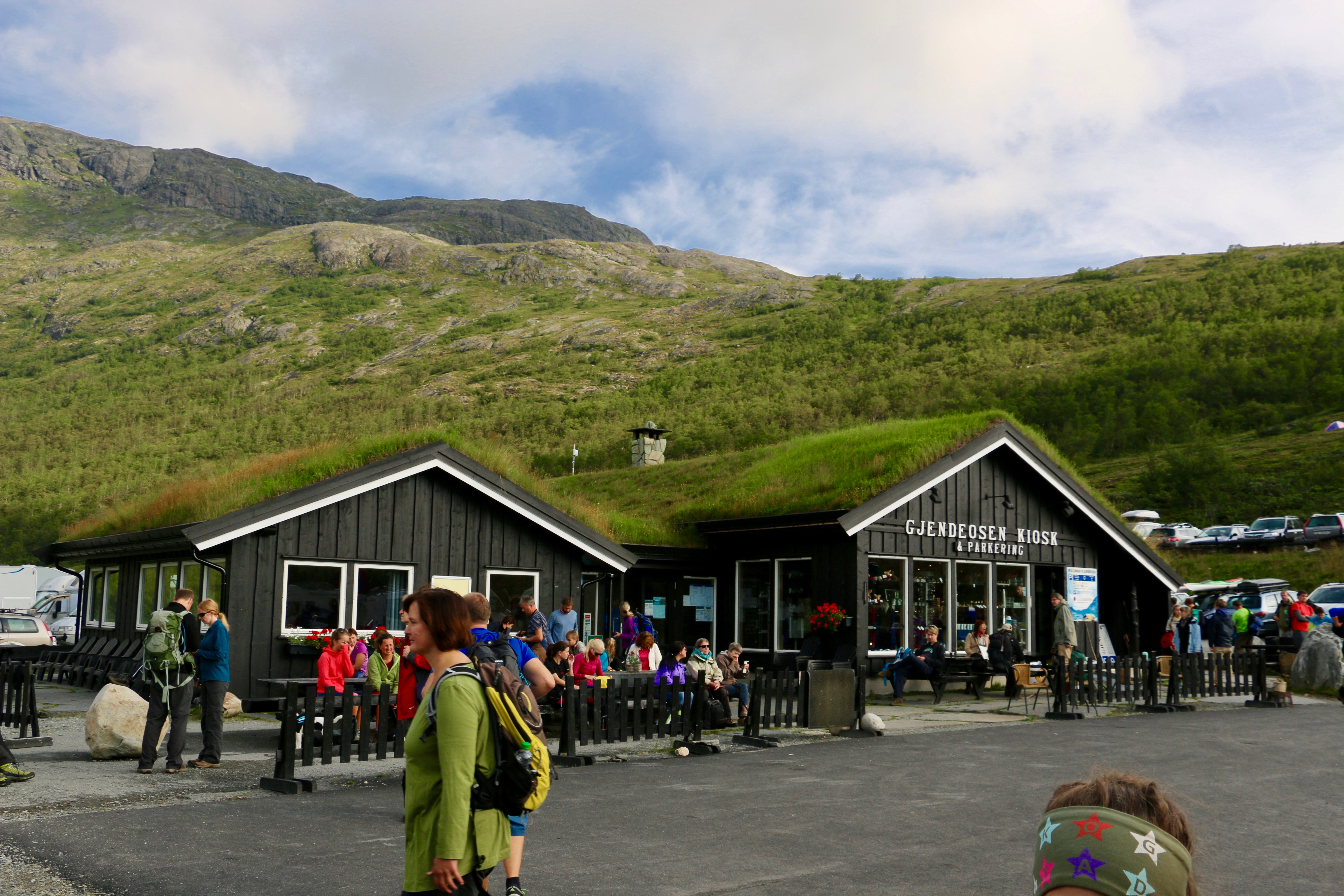
Gjendeosen, point de départ du bateau sur le lac Gjende.
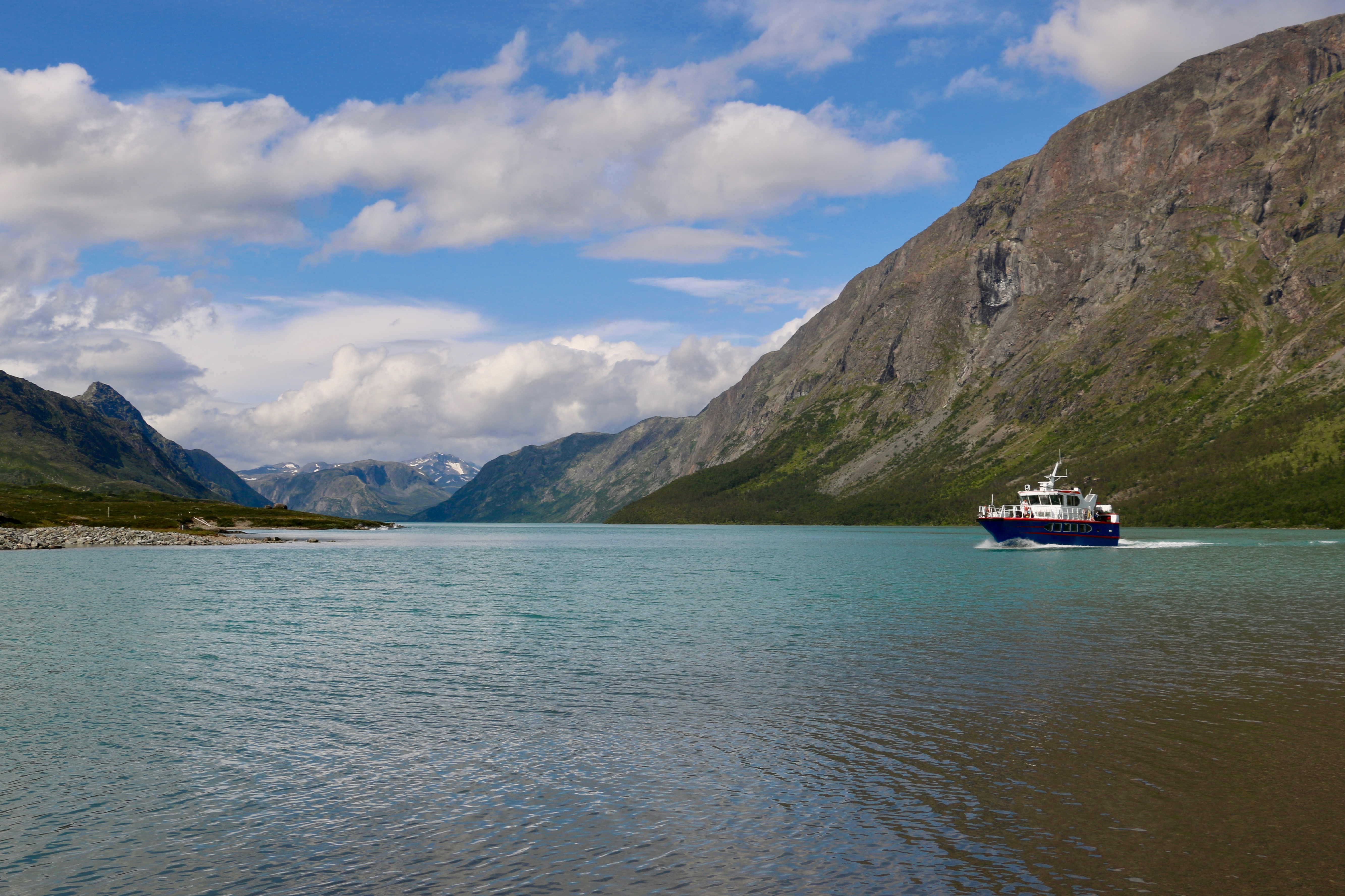
Le bateau touristique sur le lac Gjende.
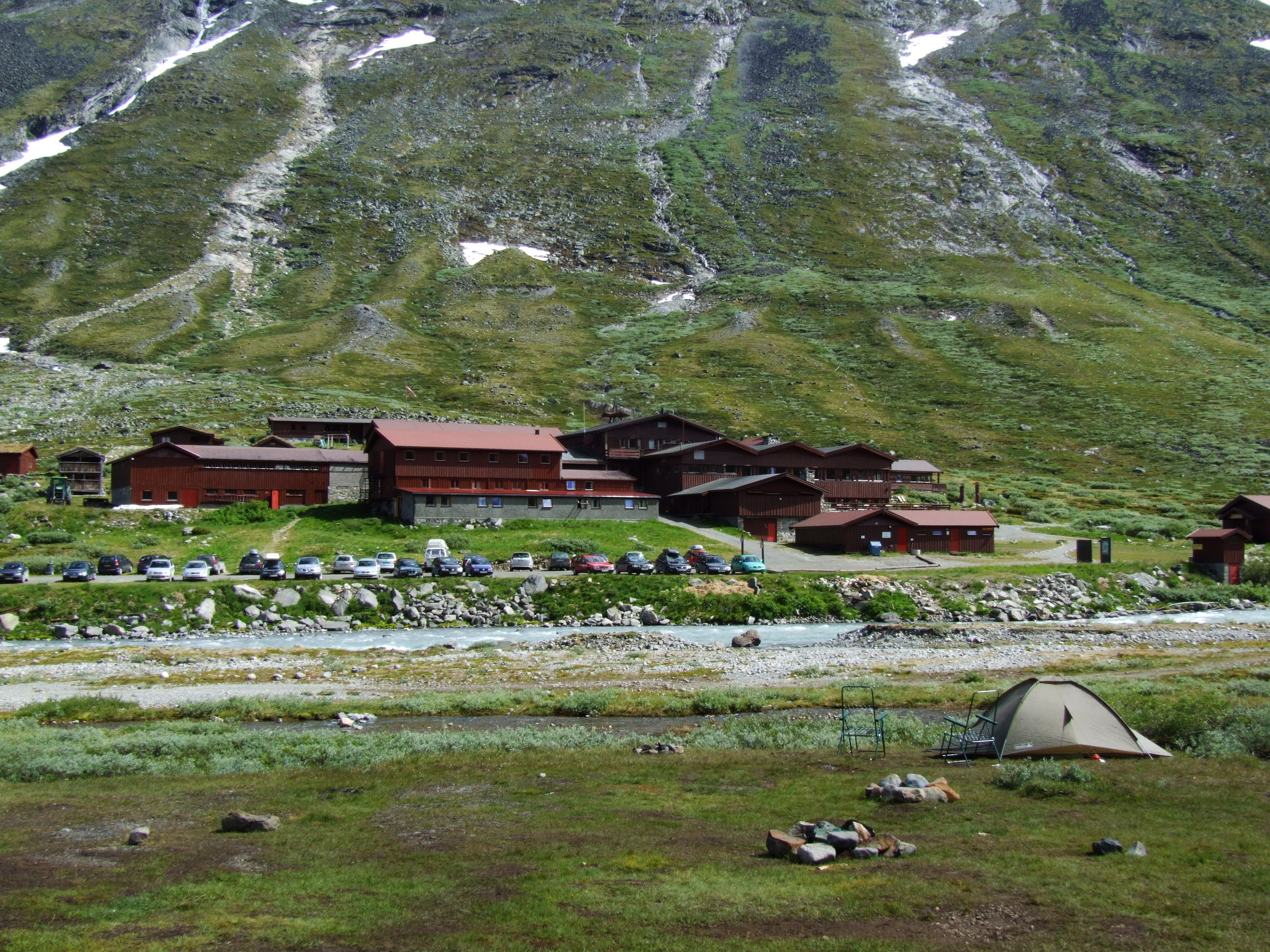
La station touristique de Spiterstulen, au pied du Galdhøpiggen et de Glittertinden.

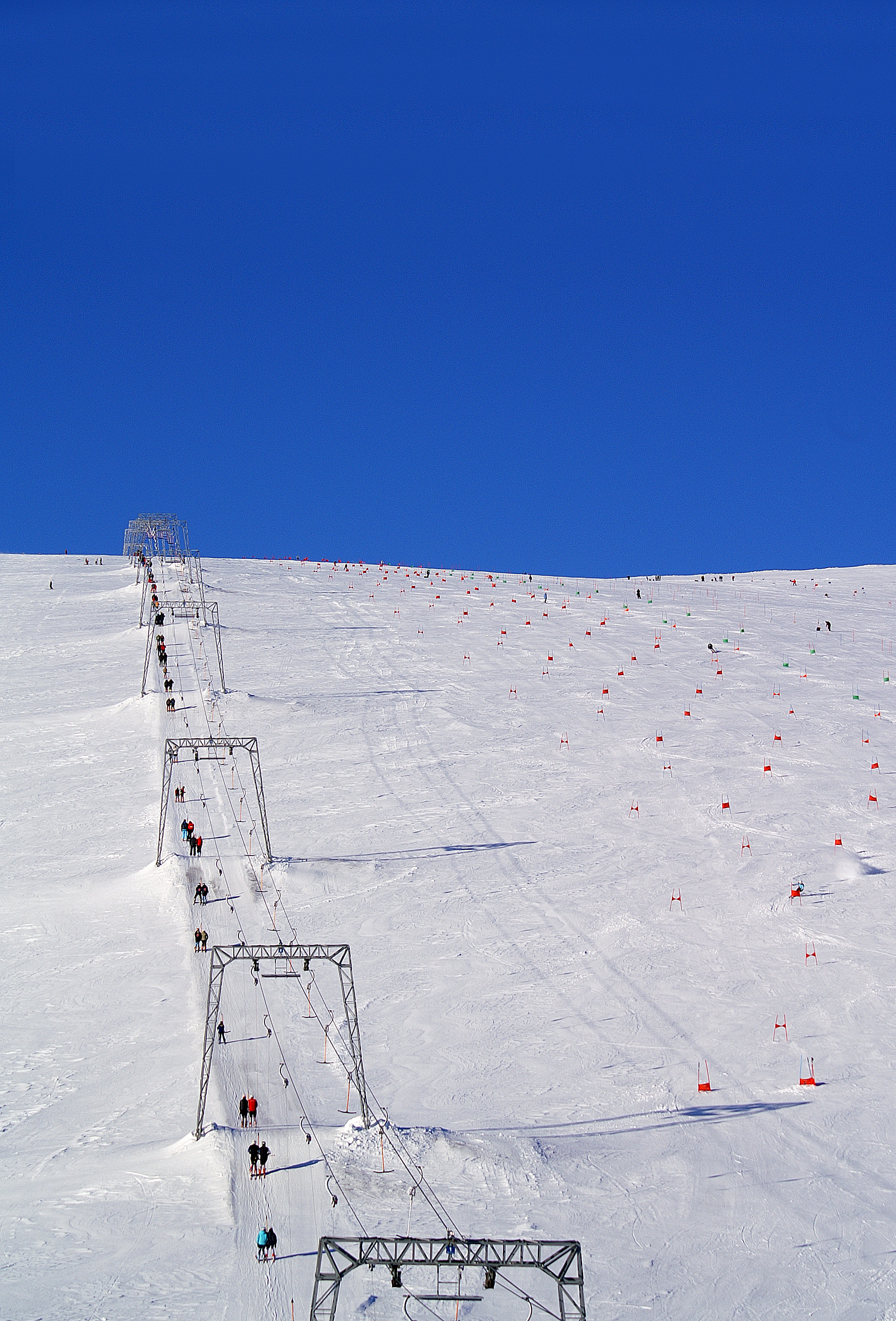
Le centre de ski d'été de Galdhøpiggen.

Les randonnées d'une journée les plus populaires sont Besseggen et l'ascension de Galdhøpiggen, suivies de la vallée d'Utladalen et de l'ascension de Glittertind ou Fannaråki. Si une grande partie des sommets de la région sont accessibles simplement en marchant, certains nécessitent des techniques d'alpinisme plus avancées, en particulier à Hurrungane et dans les Alpes de Gjende. Turtagrø est un point de départ populaire pour les ascensions d'Hurrungane. En hiver, le ski de fond est une activité populaire, que ce soit de petits tours d'une journée ou sur de plus grandes longueurs, dont en particulier la haute route (Høgruta), une route de cinq jours qui passe les plus hauts sommets du massif. Les montagnes comprennent aussi quelques infrastructures de ski alpin, telles que la station de ski de Lemonsjø, en périphérie du massif et le Centre de ski d'été de Galdhøpiggen, à Juvasshytta. Ce dernier, comme son nom l'indique, permet de skier en été, étant situé au pied d'un glacier (Vesljuvbrean).

## Dans la culture populaire

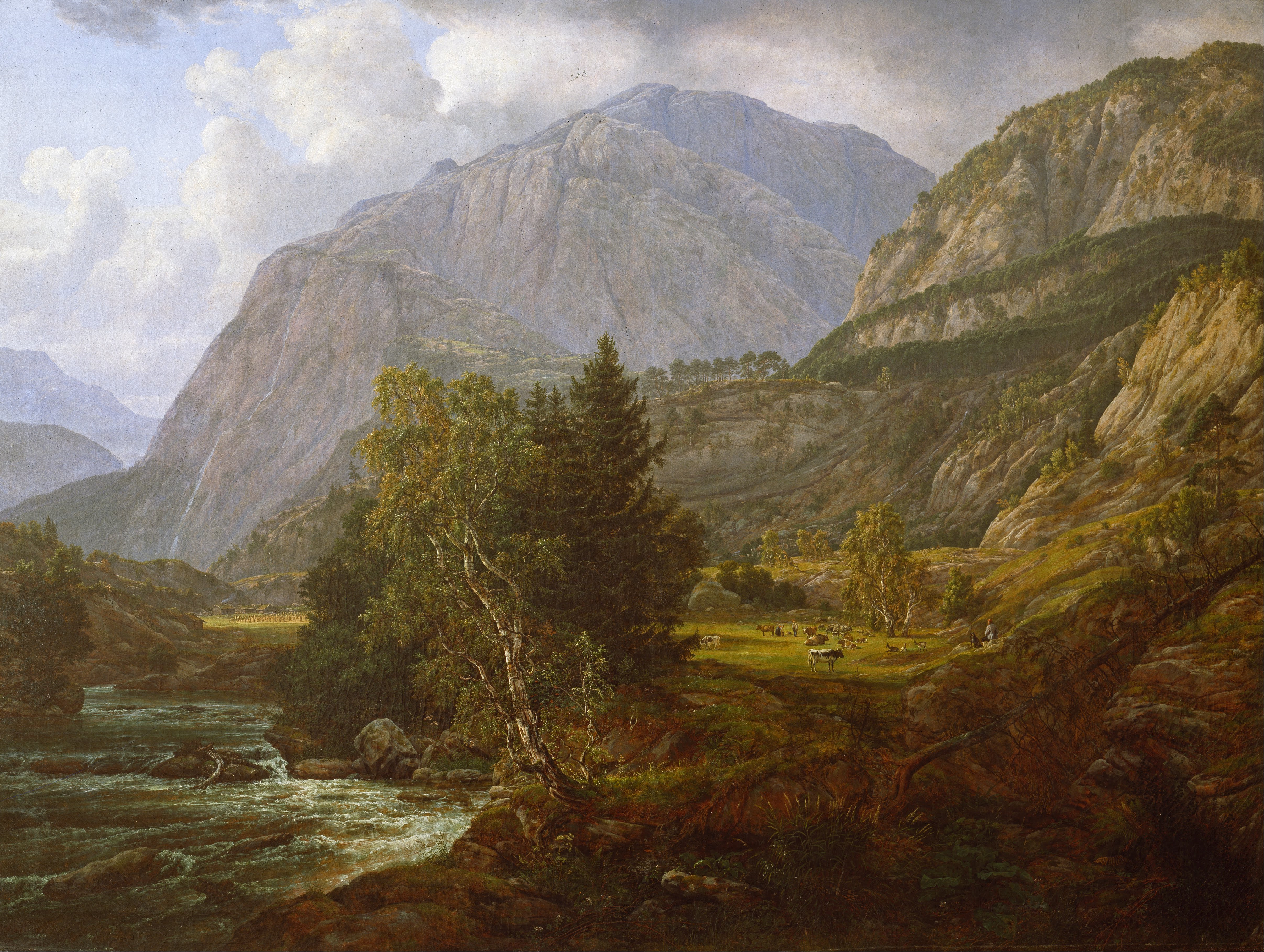
La vallée de Fortun, par Johan Christian Dahl, 1836.

Au XIXe siècle, alors que le massif est découvert, il prend une place prépondérante dans le mouvement nationaliste romantique. Ainsi, de nombreux artistes nationaux explorent les montagnes et les utilisent comme inspiration à leur retour, tels les peintres Johannes Flintoe (1821), Johan Christian Dahl et Thomas Fearnley (1826), et Hans Fredrik Gude, mais aussi des écrivains tels que Henrik Wergeland (1832) et Peter Christen Asbjørnsen (1847). Le poète Aasmund Olavsson Vinje visite les montagnes pour la première fois en 1860 et est à l'origine de leur nom actuel.
Jotunheimen est aussi fortement rattaché à l'œuvre Peer Gynt de Henrik Ibsen. En particulier, Besseggen (alors appelé Gjendineggen) apparaît explicitement dans la pièce, et plusieurs des éléments de l'intrigue sont inspirés d'histoires locales que Henrik Ibsen a étudiées lors de son voyage dans le massif en 1862. Edvard Grieg, qui composa la musique pour la pièce Peer Gynt, doit lui aussi beaucoup à Jotunheimen : il visite le massif en 1891 avec Julius Röntgen et rencontre alors Gjendine Slålien, née près de Gjende. Edvard Grieg entend alors à l'improviste Gjendine chanter une chanson populaire, ce qui le marque profondément. Edvard revient régulièrement visiter Gjendine dans les années qui suivent, et ses chansons inspirent fortement le compositeur, qui la nomme explicitement dans son opus 66 de la collection Norske Folkeviser appelé Gjendines Bådnlåt (« la berceuse de Gjendine »).
Plus récemment, le massif est le cadre du film d'horreur norvégien Cold Prey (en VO : Fritt Vilt) réalisé par Roar Uthaug et sorti en 2006.